# وول ستريت
وول ستريت (بالإنجليزية: Wall Street) هو شارع يغطّي ثمانية مربعات سكنيَّة في المنطقة الماليَّة بمنهاتن السفلى في مدينة نيويورك حيث يمتد الشارع ما بين برودواي غربًا وصولًا إلى الشارع الجنوبيّ والنهر الشرقيّ شرقًا. أصبح اسم الشارع يُستعمل ككناية للإشارة إلى الأسواق الماليَّة في الولايات المتَّحدة، أو قطاع الخدمات الماليَّة الأمريكيَّ، بالإضافة إلى دلالته التي قد تُشير إلى طبقة أصحاب المصالح الماليَّة الموجودة في المدينة أو إلى المنطقة الماليَّة التي يقع فيها الشارع.
كان الشارع بالأصل يُعرف بالهولنديَّة باسم «دي فالسترات» عندما كان جزءًا من أمستردام الجديدة خلال القرن السابع عشر، ولكن مع ذلك ليس هنالك إجماع حول أصول الاسم. كان هناك حائط حقيقيّ قائم في الشارع خلال الفترة من عام 1685 حتَّى عام 1699. كان وول ستريت منطقة مُخصَّصة لبيع وشراء العبيد والأوراق الماليَّة خلال القرن السابع عشر، بالإضافة إلى كونه موقع مركز القاعة الفيدراليَّة وهي أول مركز بلدية لمدينة نيويورك. كانت المنطقة إبَّان مطلع القرن التاسع عشر تعج بالوحدات السكانيَّة والأعمال التجاريَّة، ولكن هيمنت عليها الأعمال التجاريَّة تدريجيًا مع مرور الوقت حتَّى أصبحت وول ستريت المركز الماليّ لمدينة نيويورك. شهدت المنطقة خلال القرن العشرين تشييد عدَّة ناطحات سحاب ومن بينها 40 وول ستريت الذي كان أعلى بناء في العالم خلال فترة من الفترات.
تحوي وول ستريت على أكبر سوقيّ أسهم ماليَّة من حيث القيمة السوقيَّة الإجمالية في العالم بأسره ألا وهما بورصة نيويورك وبورصة ناسداك. كما تواجدت مقرَّات عدَّة أسواق ماليَّة أخرى في منطقة وول ستريت وبعضها ما زال قائمًا حتَّى الآن مثل بورصة نيويورك التجاريَّة، ومجلس نيويورك للتجارة، وبورصة نيويورك الآجلة، والبورصة الأمريكية المنحَّلة. كما افتتحت العديد من شركات الوساطة الماليَّة مكاتب لها في منطقة وول ستريت لدعم البورصات القريبة. لا ينحصر التأثير الاقتصادي المباشر لأنشطة وول ستريت على نيويورك وحسب إنما يتجاوز حدود المدينة.
كذلك تنتشر في وول ستريت مقرَّات وناطحات سحاب مجموعة من المصارف الكبرى، بالإضافة إلى النصب التذكاريّ الوطنيّ للقاعة الفيدراليَّة. ومن ناحية النقل فالشارع مُخدَّم عبر ثلاث محطات مترو أنفاق وموقف للعبَّارات.

## التاريخ

### السنوات الأولى

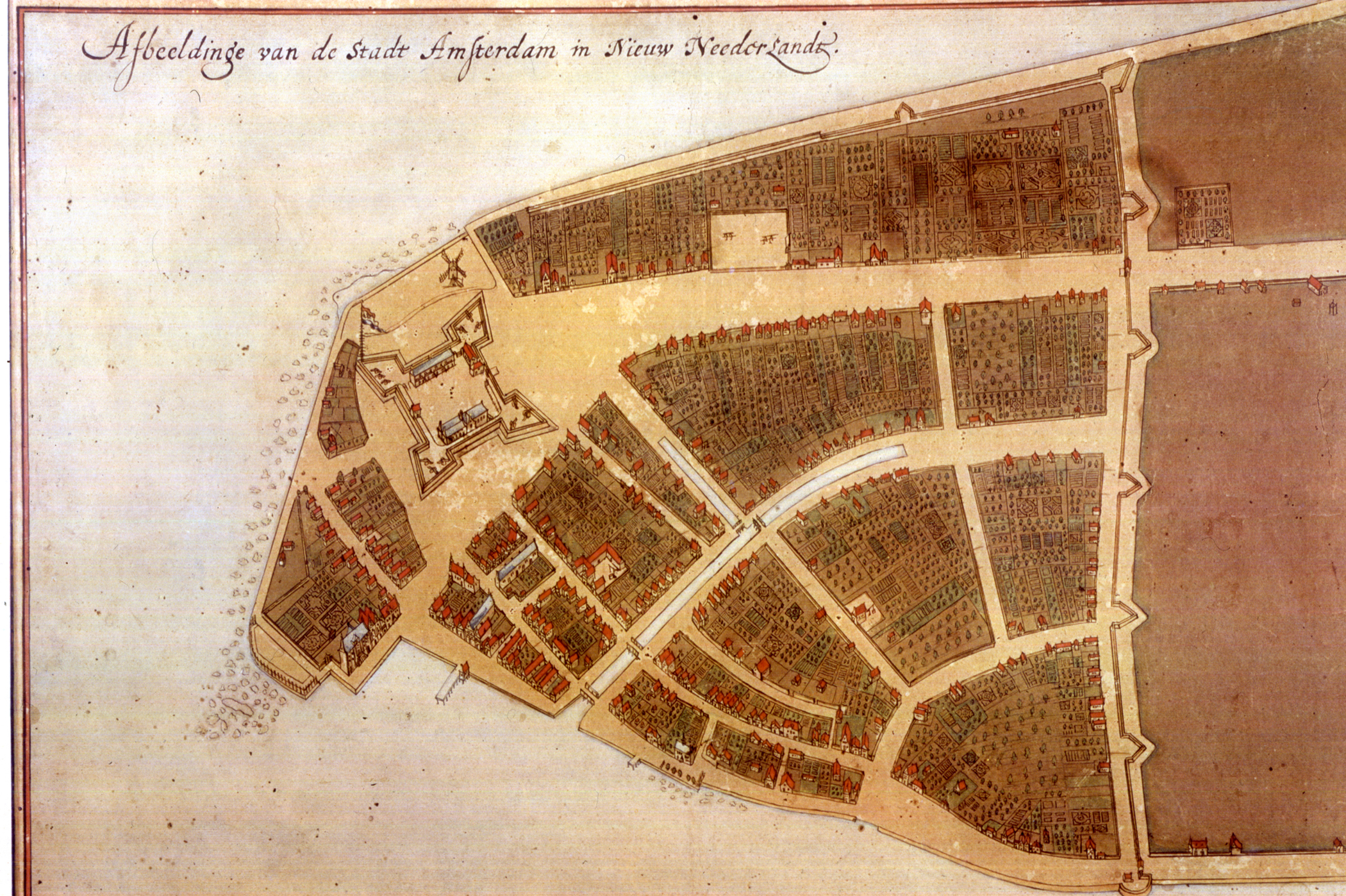
خريطة مخطط كاستيلو الأصليَّة العائدة إلى عام 1660. ويظهر فيها الحائط على الجانب الشرقيّ.

توجد عدَّة روايات مسجَّلة حول السبب الكامن وراء تسمية «دي فالسترات» بمعنى «شارع والون» بهذا الاسم. يمكن الرجوع إلى تفسيرين مختلفين ومتعارضين فيما بينهما.
تذكر النظرية الأولى بأنَّ الشارع يحمل اسم الوالونيون حيث كلمة «فال» بالهولنديَّة تعني والونيّ. كانت مجموعة مؤلَّفة من ثلاثين عائلة والونيَّة من بين أوائل دفعات المستوطنين الذين وصلوا المنطقة على متن سفينة نيو نيدرلانت في عام 1624، وحتَّى بيتر مينويت الذي أشترى منطقة منهاتن لصالح الهولنديين كان والونيًا.
التفسير الآخر يقول أنَّ اسم الشارع ما هو إلَّا إشارة لجدار أو سور (في الواقع حاجز خشبيّ) كان قائمًا على الحدود الشماليَّة لمستوطنة أمستردام الجديدة. كان الغرض منه وفقًا للرواية حماية المنطقة من الأمريكيين الأصليين، والقراصنة، والبريطانيين. بُني الجدار من التراب، والألواح الخشبيَّة البالغ طول كل منها 4.6 أمتار (15 قدم). امتد هذا الجدار على مسافة 710 متر (2,340 قدم) وبلغ ارتفاعه 2.7 أمتار (9 أقدام).
يمكن ترجمة كلمة «فال» الهولنديَّة بمعنى «سور»، ولكن لم تظهر سوى تسمية «دي فالسترات» غير المنفصلة على بعض الخرائط الإنجليزيَّة لأمستردام الجديدة، في حين أظهرت خرائط إنجليزيَّة أخرى الاسم «دي فال سترات» بشكل منفصل.

تروي أحد روايات القصة: 

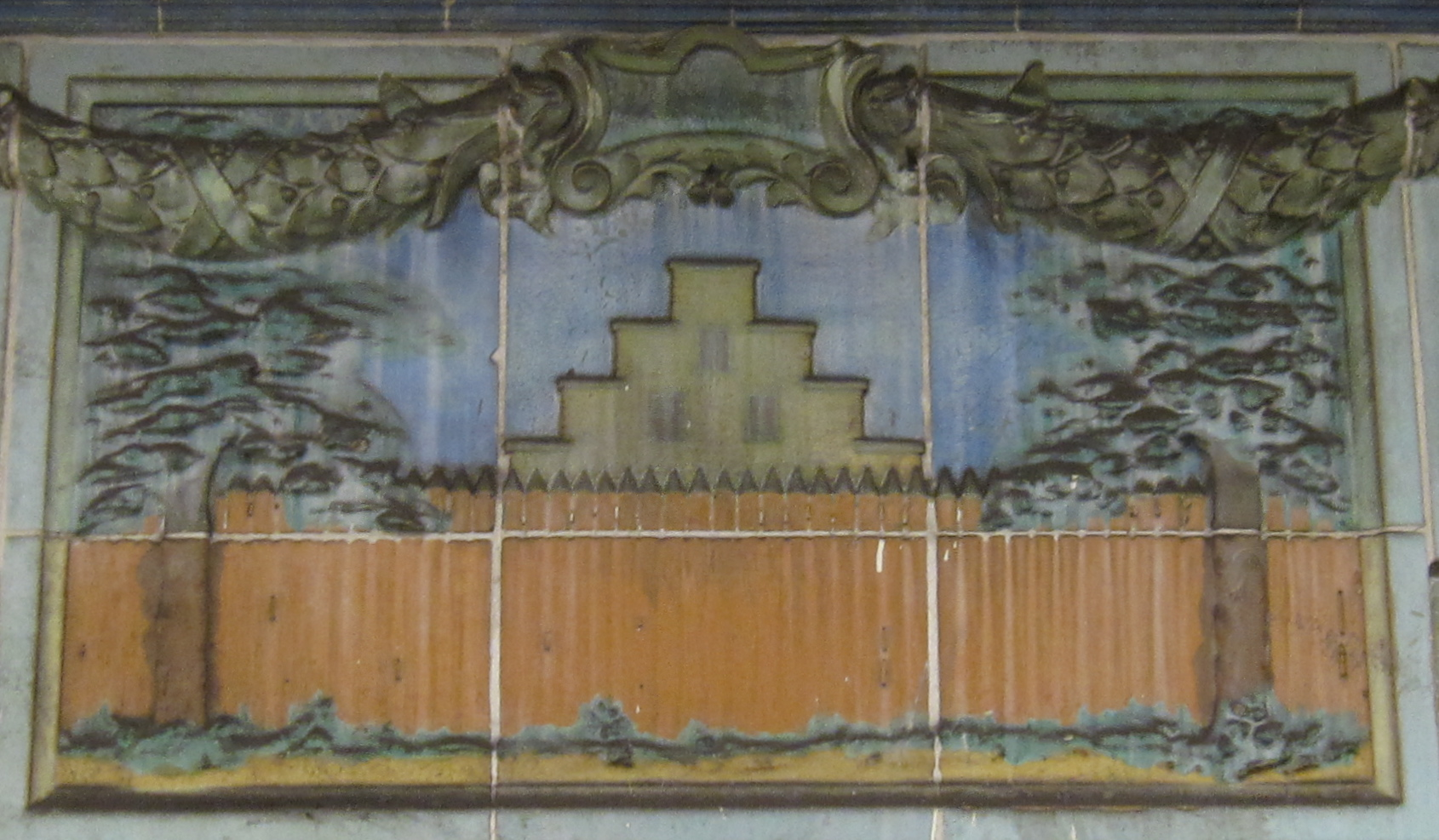
صورة تصويريَّة لجدار أمستردام الجديدة على قرميدة في محطة مترو وول ستريت التي يصل إليها القطارين الرابع والخامس.

اُستعمِلت الأسوار الخشبيَّة في المستعمرة للإشارة إلى مخطَّطات والمساكن المنتشرة فيها خلال أربعينيات القرن السابع عشر. وجَّه بيتر ستايفسانت أوامر بالنيابة عن شركة الهند الغربيَّة الهولنديَّة من أجل إشراك الرقيق الأفارقة والمستوطنين البيض في جهود تشييد تحصين أكبر وهو عبارة عن جدار مقوَّى بارتفاع 4 أمتار (12 قدم). في عام 1685، حدَّد الماسحون موقع وول ستريت على محاذاة الجدار القديم. بدأ الجدار من شارع بيرل الذي مثَّل حينها شاطئًا وقطع برودواي مُنتهيًا عند الشاطئ الآخر (الآن هو نفسه ترينتي بليس)، وهناك أخذ منعطفًا باتجاه الجنوب ليستمر محاذيًا للشاطئ حتى نهايته عند الحصن القديم. كان التجّار المحليون يجتمعون في عدَّة نقاط متفرقة من المنطقة خلال هذه الفترة حتَّى يبيعوا ويشتروا الأسهم والسندات الماليَّة. وهكذا انقسموا مع الوقت إلى طبقتين وهما الدلَّالين والصرَّافين. كما كان وول ستريت سوقًا لتأجير العبيد حيث استطاع فيه الملَّاك تأجير عبيدهم لمدَّة زمنيَّة محدَّدة. أُزيلَ السور في عام 1699. وشهدت المنطقة بناء مقر جديد لبلدية المدينة في عام 1700.

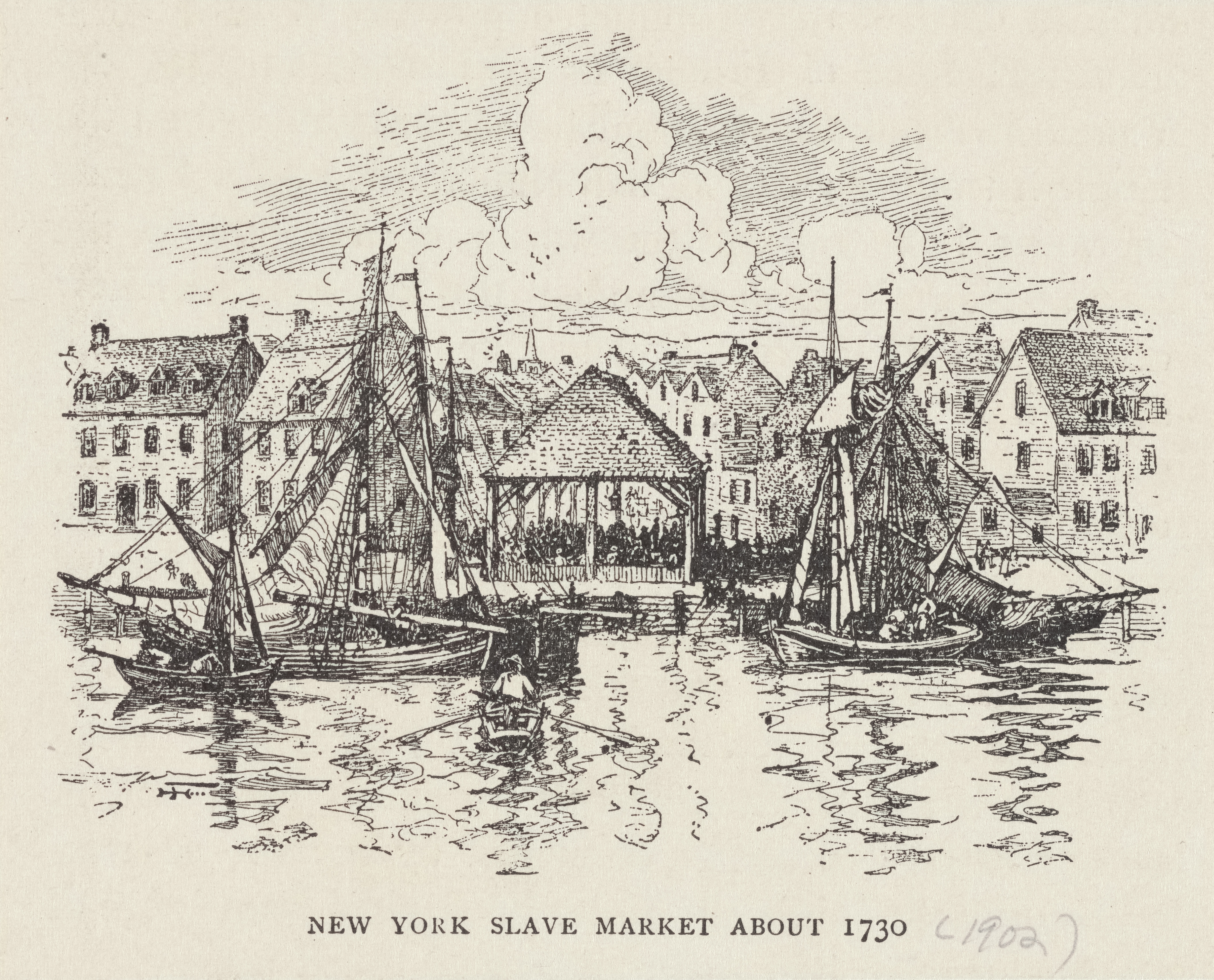
سوق العبيد بنيويورك نحو عام 1730

يعود تاريخ إدخال الرقيق على منهاتن إلى عام 1626. جعل مجلس مدينة نيويورك العام وول ستريت أول سوق رسميّ في المدينة لبيع واستئجار العبيد الأفارقة والهنود بتاريخ 13 ديسمبر عام 1711. ظل سوق العبيد قائمًا في زاوية شارع وول ستريت وشارع بيرل خلال الفترة الممتدة من عام 1711 حتَّى عام 1762. كان السوق الذي اتسع لخمسين رجلًا عبارة عن بنيان مُشيَّد من الخشب يعلوه سقف وهو ذو جوانب مفتوحة، ولكن لا يمكن استبعاد احتمال إضافة جدران للسوق مع مرور السنين. استفادت المدينة استفادة مباشرة من بيع العبيد في السوق من خلال الضريبة التي فرضتها على كل عملية بيع أو شراء فيه.
كان في نهاية وول ستريت في أواخر القرن الثامن عشر شجرة بوتنوود تجمَّع تحتها التجّار والمضاربين من أجل التداول والمتاجرة بالأوراق الماليَّة. كانت الفائدة من هذه الطريقة هو تسهيلها للاجتماع فيما بينهم. وفي النهاية حدَّد التجَّار أطر ارتباطهم بموجب اتفاق بوتنوود في عام 1792 الذي وضع حجر الأساس لإقامة بورصة نيويورك فيما بعد. كان الهدف من الاتفاق هيكلة السوق إلى حد أكبر ومنع حدوث الممارسات التلاعبيَّة فيه من خلال اعتماد نظام عمولات موحَّد. وافق الموقِّعون على الاتفاق على اعتماد نسبة عمولة ثابتة يتعاملون فيها فيما بينهم حيث لا يمكن لغير الموقِّعين التعامل فيها، إذ كان عليهم دفع نسب عمولات أعلى.

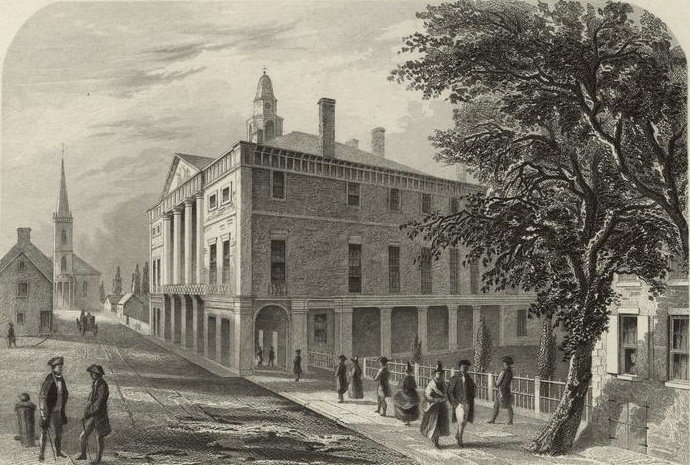
نقش لوول ستريت يعود لعام 1855. يظهر في النقش تخمين للشكل الخارجيّ للقاعة الفيدراليَّة في فترة تنصيب جورج واشنطن رئيسًا عام 1789.

كانت وول ستريت موقع أول تنصيب لرئيس أمريكيّ في عام 1789 حين أدَّى جورج واشنطن القسم الرئاسيّ على شرفة القاعة الفيدراليَّة يوم 30 أبريل عام 1789. كما كانت وول ستريت موقع إقرار وثيقة الحقوق. دُفِنَ جثمان ألكسندر هاملتون أول وزير خزانة في تاريخ البلاد، والذي وصِفَ بالعقل المدبِّر للنظام الماليّ الأمريكيّ في مقبرة كنيسة الثالوث بالمنطقة. وكذلك دُفِنَ روبرت فولتون الذي اُشتهِر بقواربه البخاريَّة هناك.

### القرن التاسع عشر

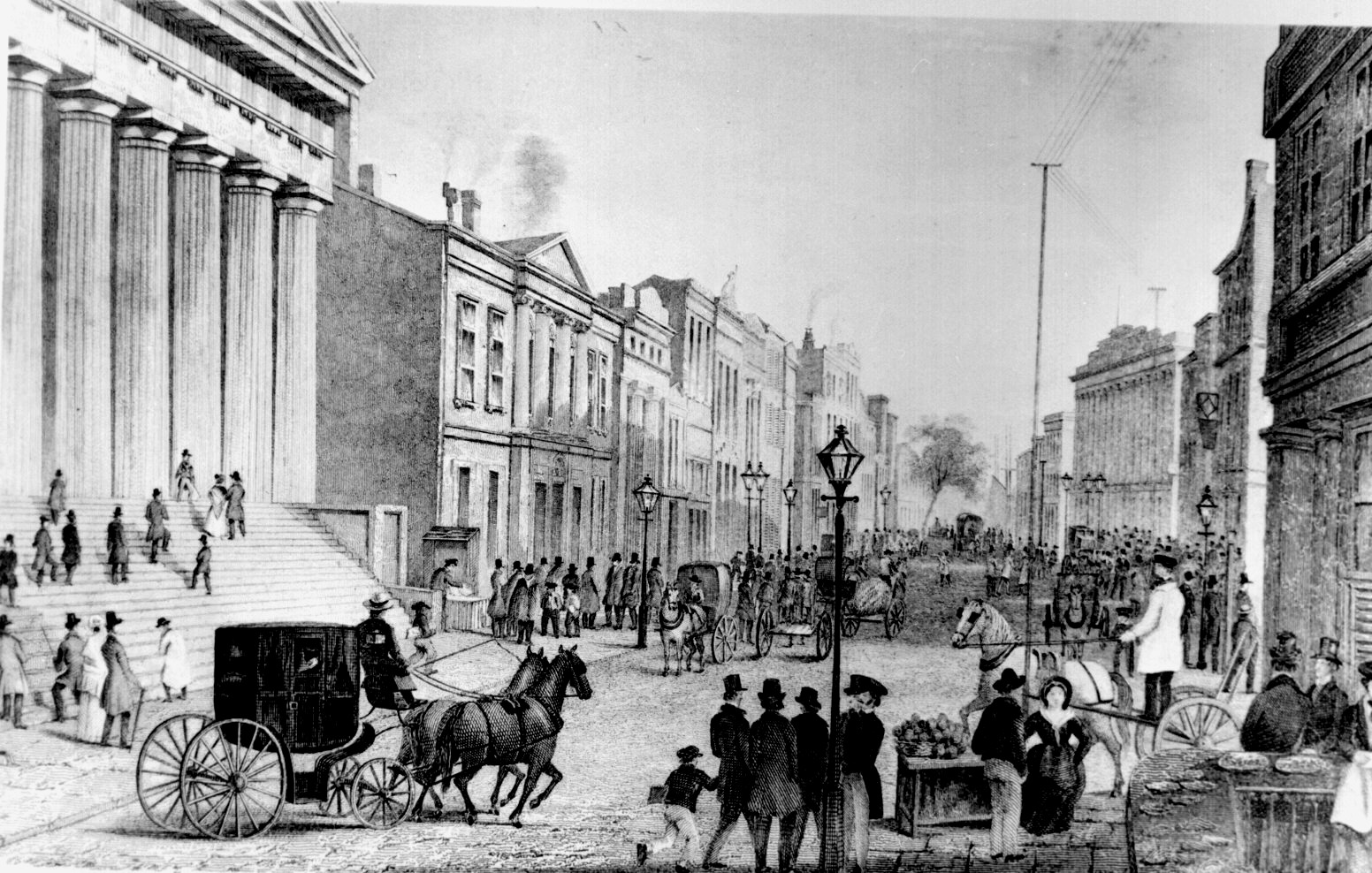
منظر لوول ستريت في المنطقة الذي يلتقي فيها مع شارع برود في عام 1867. يظهر بناء الخزانة الفرعيّ على يسار الصورة وهو الآن النصب الوطنيّ التذكاريّ للقاعة الفيدراليَّة.

عجَّت المنطقة في العقود الأولى القليلة من القرن بالوحدات السكانيَّة والأعمال التجاريَّة، ولكن سادت فيها الأعمال التجاريَّة تدريجيًا بمرور الوقت. أشار المؤرِّخ بوروز إلى وجود قصص قديمة تحكي كيف أعاق صخب الأعمال التجاريَّة والتجارة الذي أحاط بيوت الناس في المنطقة ومنعهم من القيام بأي شيء. أدَّى تدشين قناة إري في مطلع القرن التاسع عشر إلى ازدهار كبير في قطاع الأعمال بالمدينة، وذلك لأنها كانت المرفأ الشرقيّ الكبير الوحيد الذي ارتبط مباشرةً بالطرق المائيَّة المؤدَّية إلى البحيرات العظمى. وهكذا غدت وول ستريت «عاصمة المال في أميريكا».
اقترحَ المؤرِّخ تشارلز غيست أنَّ «شد الحبل» ما بين مصالح المال والأعمال في وول ستريت، والسلطات في واشنطن العاصمة كان أمرًا متواصل الوجود. وعمومًا استطاعت وول ستريت إبَّان القرن التاسع عشر تطوير «طابعها ومؤسَّساتها الخاصَّة والفريدة من نوعها» دون تدخل خارجيّ يُذكر.
دفعت زيادة الأعمال والنشاطات التجاريَّة في القسم الجنوبيّ من جزيرة منهاتن معظم أهل المنطقة للانتقال شمالًا إلى وسط منهاتن خلال أربعينيات وخمسينيات القرن التاسع عشر. أدَّت الحرب الأهليَّة إلى ازدياد ازدهار اقتصاد مناطق شمال البلاد إلى حد كبير. ينقل أحد المعاصرين أنَّ مدنًا مثل نيويورك أصبحت المركز المصرفيّ للبلاد، وربطت «عاصمة العالم القديم بطموحات العالم الجديد». إذ أنشأ جاي بي مورغان الصناديق الاستئمانيَّة الضخمة في نيويورك، وانتقلت شركة ستاندرد أويل لجون دافيسون روكفيلر إلى المدينة. شهِدَ الاقتصاد خلال الفترة المُمتدة من عام 1860 حتَّى عام 1920 نقلة نوعيَّة تخلَّى فيها من اعتماده على الزراعة ليصبح قائمًا على الصناعة والمال والأعمال، ومع ذلك فقد حافظت نيويورك على موقعها الرياديّ رغم هذه التغييرات، وذلك وفقًا لما يذكره المؤرِّخ توماس كيسنر. وهكذا جاءت نيويورك في المرتبة الثانيَّة بعد لندن كالعاصمة الماليَّة الرائدة في العالم.

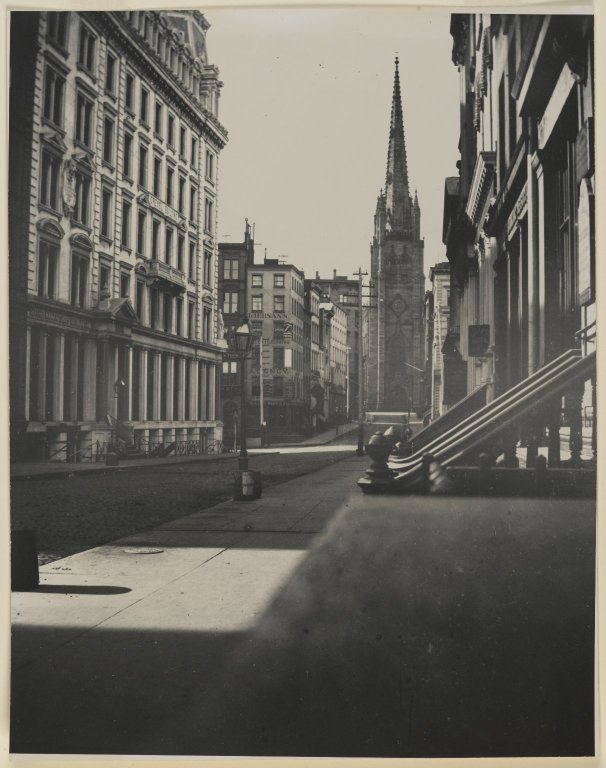
وول ستريت في النصف الثاني من القرن التاسع عشر

باشر تشارلز داو تتبع الأسهم في عام 1884. إذ بدأ في بادئ الأمر بأحد عشر سهمًا كانت معظم الأسهم من قطاع السكك الحديديَّة فكان ينظر إلى متوسط أسعارها جميعًا. كان من ضمن الشركات التي دخلت في حسابات داو الأصليَّة كلًا من شركة التبغ الأمريكيَّة، وجنرال إلكتريك، وشركة لاكليد للغاز، والشركة الوطنيَّة للرصاص، وشركة تنيسي للفحم والحديد، وشركة الولايات المتَّحدة للجلود. اعتبر داو أنَّ السوق يدخل ما أسماه الوضع الصاعد في حال واصلت 'نقاط الازدياد والانخفاض' الارتفاع المستمر في متوسط قيم أسهمها، في حين يدخل السوق الوضع الهابط في حال واصلت 'نقاط الازدياد والانخفاض' التراجع المستمر في متوسط قيم أسهمها. قام داو بإضافة الأسعار وتقسيمها على عدد الأسهم المتداولة ليحصل على مؤشر داو جونز. كانت حسابات تشارلز داو معيارًا ملائمًا لتحليل وضع السوق، وهو الأمر الذي جعلها الطريقة المتعارف عليها لتقييم حال سوق الأسهم بأكمله. تغيَّرت تسمية نشرة الأسهم الدوريَّة التي تناقلها المتداولون والتجّار حتى يطَّلعوا على حال السوق ليصبح اسمها وول ستريت جورنال في عام 1889. وبعد ذلك أصبحت النشرة صحيفة دوليَّة ناجحة تصدُر يوميًا في مدينة نيويورك. بدأت الصحيفة بنشر قائمة داو الموسَّعة للأسهم بدءًا من 7 أكتوبر عام 1896. وبعد مضي قرن أصبح عدد الأسهم المضمَّنة في المتوسط ثلاثين سهمًا.

### القرن العشرون

#### مطلع القرن العشرين

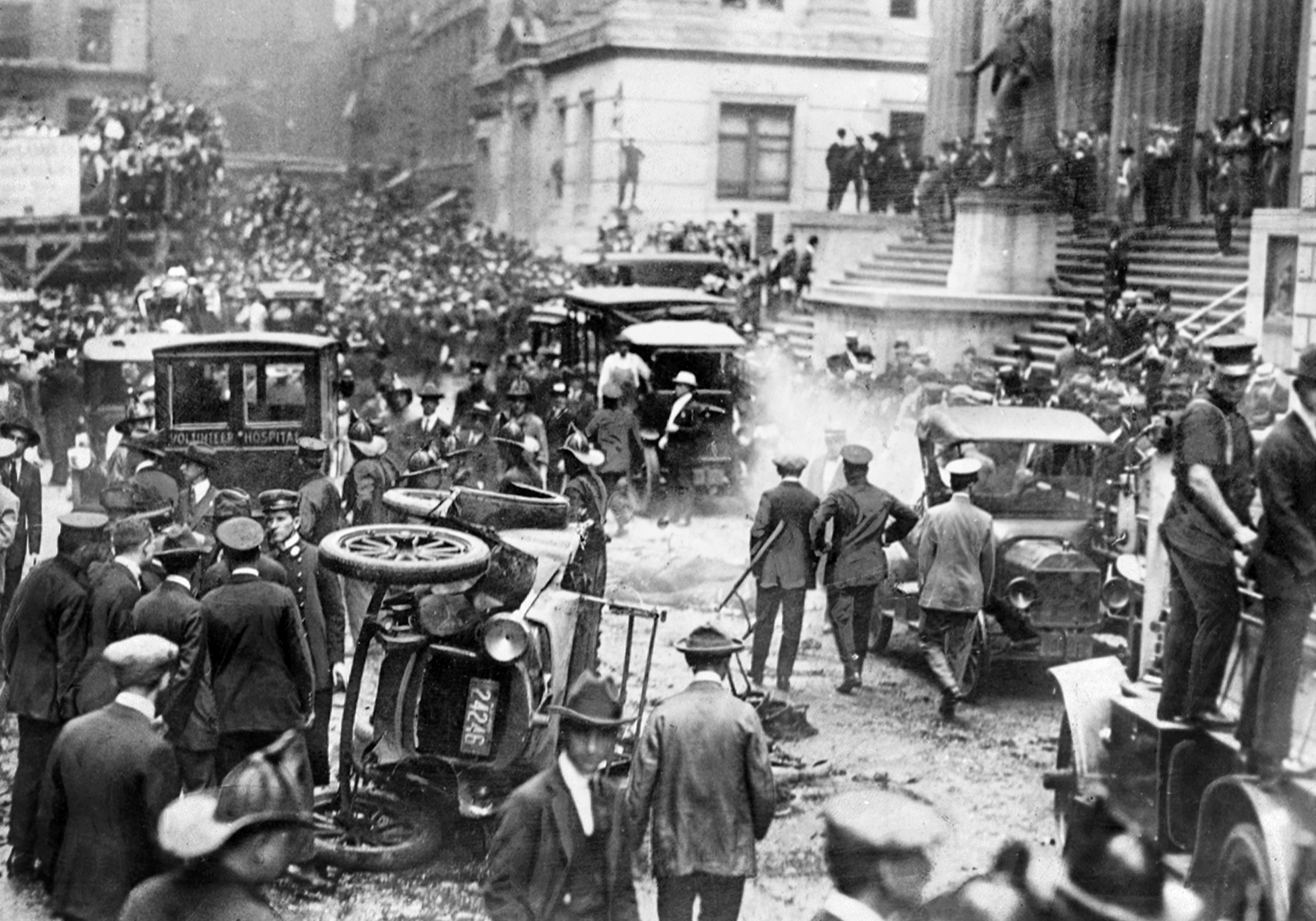
تفجير وول ستريت عام 1920. يظهر النصب التذكاريّ الوطنيّ للقاعة الفيدراليَّة على يمين الصورة.

اعتبر الكاتب المختص بالاقتصاد والأعمال جون بروكس في كتابه «مرة من الأيام في غولكوندا» مستهل القرن العشرين فترة ذروة ازدهار وول ستريت. مثَّلَ عنوان مقرَّات شركة جاي بي مورغان وشركاؤه في 23 وول ستريت، المركز الجغرافيّ والمجازيّ لقطاع المال والأعمال في الولايات المتَّحدة وربما حتَّى على مستوى قطاع المال في العالم بأسره.
كان حينها يشاع الإشارة إلى المقرَّات الشركة باسم «الركن». شهدت طبيعة علاقات وول ستريت بالسلطات الحكوميَّة تغيّرًا ملحوظًا. فمثلًا جابه كتبة المخزونات السلطات بالاحتجاج حين اقترحت الأخيرة فرض ضريبة بقيمة أربعة دولارات على عمليات نقل ملكية الأسهم في عام 1913. وفي أحيانٍ أخرى اتخذ المسؤولون على مستوى المدينة والولاية خطوات عدَّة من خلال إقرارهم للحوافز الضريبيَّة الرامية لتشجيع الشركات الماليَّة على مواصلة نشاطاتها في المدينة.
بُني مكتب بريديّ في الشارع عام 1905. أقيمت خلال سنوات الحرب العالميَّة الأولى عدَّة حملات لجمع التبرعات لمشاريع عدَّة مثل الحرس الوطنيّ.

في 16 سبتمبر عام 1920، انفجرت قنبلة قويَّة عند تقاطع شارعيّ وول ستريت وبرود ستريت وهي بقعة شديدة الازدحام تقع بالقرب من مكاتب مصرف مورغان ضمن المنطقة الماليَّة. أدَّى الانفجار إلى مقتل 38 شخص وإصابة 143 شخص آخر بجروح خطيرة. لم تُعرف هوية المنفِّذون أبدًا، ولم يواجهوا العقاب على فعلتهم هذه. بيدَّ أنَّ الانفجار لعب دورًا في تأجيج نيران الذعر الأحمر الذي كان حينها آخذ بالانتشار في الولايات المتَّحدة. جاء في تقرير النيويورك تايمز حول التفجير ما يلي:
واجهت المنطقة تهديدات عديدة مثل تهديد تفجير قنبلة أخرى في عام 1921 والذي سرعان ما استجاب إليه المحقِّقون من خلال إغلاق المنطقة وتطويقها لمنع وقوع تكرار لانفجار وول ستريت.

#### اللوائح والتنظيم

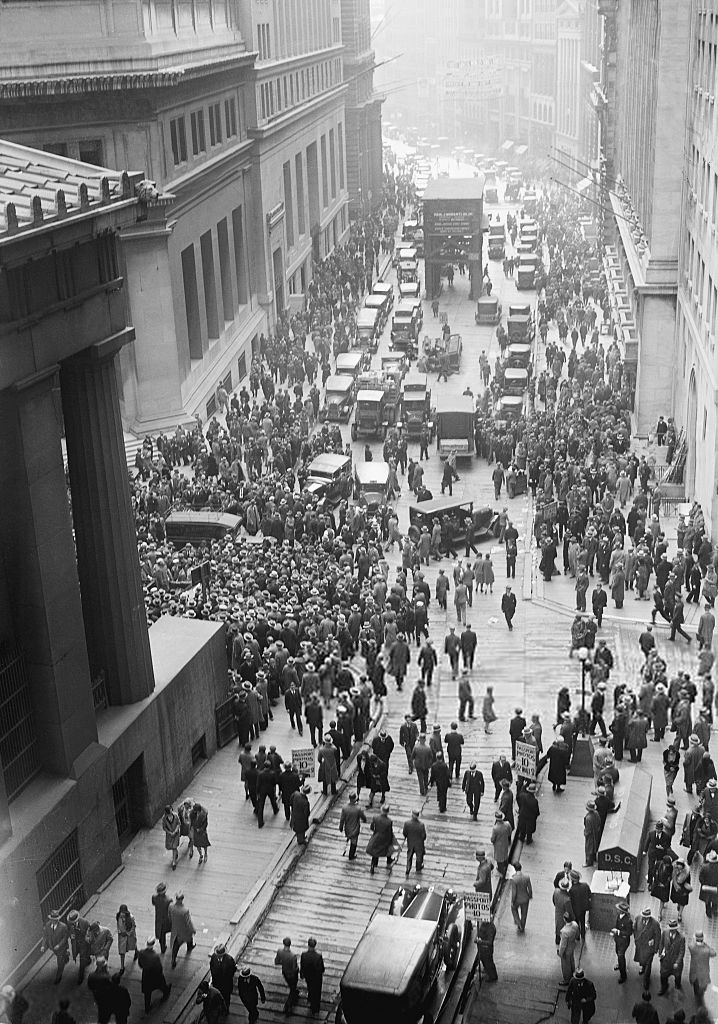
حشود غفيرة من الناس في شارعيّ وول ستريت وبرود ستريت قبيل انهيار عام 1929. وتظهر بورصة نيويورك على اليمين. يظهر تجمهر غالبية الناس في وول ستريت (على اليسار) بين دار مورغان والنصب التذكاريّ الوطنيّ للقاعة الفيدراليَّة.

بلغت أسواق الأسهم قمَّة ذروتها في سبتمبر عام 1929، ولكنَّها بدأت بالتراجع في يوم 3 أكتوبر عام 1929. وظلت تواصل انحدارها هذا خلال الأسبوع حتى يوم 14 أكتوبر. وفي الأثناء ظلَّ الاقتصاديّ الشهير إرفينغ فيشر يُطمأن المستثمرين الذين ساورتهم الهواجس بأنَّ أموالهم المودعة في وول ستريت أمنة، ولكن بعد مرور عدَّة أيام في يوم 24 أكتوبر بلغت قيم الأسهم أقصى درجات الحضيض. أنذرَ انهيار سوق الأسهم في عام 1929 بوقوع الكساد الكبير. أصاب الكساد العظيم البلاد بالشلل حيث خسر ربع الناس العاملين وظائفهم، وانخفضت الأسعار، وانتشرت مراكز توزيع الحساء على الحشود الغفيرة من الجياع، وحُبِسَ على الكثير من رهونات عقارات المزارع. عانت المنطقة الماليَّة من الركود خلال هذه الفترة، ودفعت وول ستريت ثمنًا باهظًا جراء الفاجعة الاقتصاديَّة التي حلَّت على البلاد.
تراجع الاهتمام بوول ستريت والقطاع الماليّ خلال سنوات الصفقة الجديدة وأربعينيات القرن العشرين. فرضت الحكومة قيودًا على ممارسة شراء الأسهم العاديَّة بالاعتماد فقط على ضمانات التسديد المستقبليَّة، ولكن بدأ التخفيف من هذه القيود واللوائح المفروضة نوعًا ما. حظرت السياسات الحكوميَّة خلال الفترة من عام 1946 حتَّى عام 1947 شراء الأسهم على الهامش بمعنى أنَّهُ انبغى على المُستثمر دفع 100% من قيمة السهم الواحد دون اللجوء إلى أخذ أية قروض. بيدَّ أن نسبة هذا الهامش خُفِّضَت أربع مرَّات قبل عام 1960. ساعدت كل مرَّة أُعلِنَ فيها عن تخفيضٍ هامشيّ على إثارة حشد مُصغَّر وزيادة في حجم القيمة المُستثمرة. ولوحِظَ نفس التأثير عندما أعلن الاحتياطي الفيدراليّ عن خفض نسبة هانش شراء الأسهم العامَّة من 90% إلى 70%. كان من شأن هذه التغييرات أن سهَّلت على المستثمرين شراء الأسهم بالاعتماد على ضمانات التسديد المستقبليَّة. شهد القطاع الماليّ تعافيًا خلال الستينيات وسنوات السبعينيات الأولى التي أعقبت انتهاء حرب فيتنام، ويرجع السبب في ذلك نتيجة نمو الاقتصاد الوطنيّ والازدهار الذي عاشته البلاد. ازداد حجم التداول بحسب ما ذكرته مجلة تايم حتَّى بلغت قيمته في اليوم الواحد 7.5 مليون دولار في عام 1967 حيث غصَّت وول ستريت بكتبة المخازن وهم يشتغلون على معاملات البيع والشراء خارج اوقات عملهم لإنجاز المعاملات وتحديث حسابات عملاءهم.
في عام 1973، خسر قطاع المال ما بلغ مجموع قيمته 245 مليون دولار مما دفع الحكومة الأمريكيَّة للتدخل ونجدتهم. أقرَّت الحكومة عدد من الإصلاحات مثل قرار لجنة الأوراق الماليَّة والبورصة إلغاء تعرفات العمولة الثابتة مما أجبر الوسطاء على التنافس الحرّ مع بعضهم البعض من أجل الفوز بالمستثمرين. أعلنت لجنة الأوراق الماليَّة والبورصة في عام 1975 عن إسقاطها القاعدة رقم 394 المعمول بها في بورصة نيويورك. كانت هذه القاعدة تشترط إجراء معظم تعاملات بيع وشراء الأسهم ضمن مبنى البورصة. وبالتالي فقد سمح إسقاطها بفتح المجال للتداول عبر الطرق الإلكترونيَّة. سُمِحَ للمصارف بشراء وبيع الأسهم في عام 1976 مما زاد من حدَّة المنافسة بالنسبة للوسطاء. عملت الإصلاحات إجمالًا على تخفض الأسعار مما سهَّل على الكثير من الناس المشاركة في تداولات سوق الأسهم. انخفضت قيمة العمولة التي تقاضاها الوسيط على السهم الواحد، ولكن في نفس الوقت زاد حجمها.

تميَّز عهد رونالد ريغان بتجدّد جهود تعزيز دور الرأسماليَّة وقطاع الأعمال حيث عملت إدارته على تحرير وتخفيف القيود على عدد من القطاعات مثل الاتصالات والطيران. واصل الاقتصاد نموه صعودًا بعد فترة من الفتور في مطلع ثمانينات القرن العشرين. وصف تقرير في صحيفة النيويورك تايمز كيف أدَّى تدفق المال والنمو خلال هذه السنوات إلى ظهور جو شبيه بثقافة المخدِّرات مع انتشار تقبّل تعاطي الكوكايين، وهذا على الرغم من أنَّ النسبة الإجماليَّة للمتعاطين الفعليين كانت على الأرجح صغيرة حيث كتب بيتر كير في التقرير العائد لعام 1987:

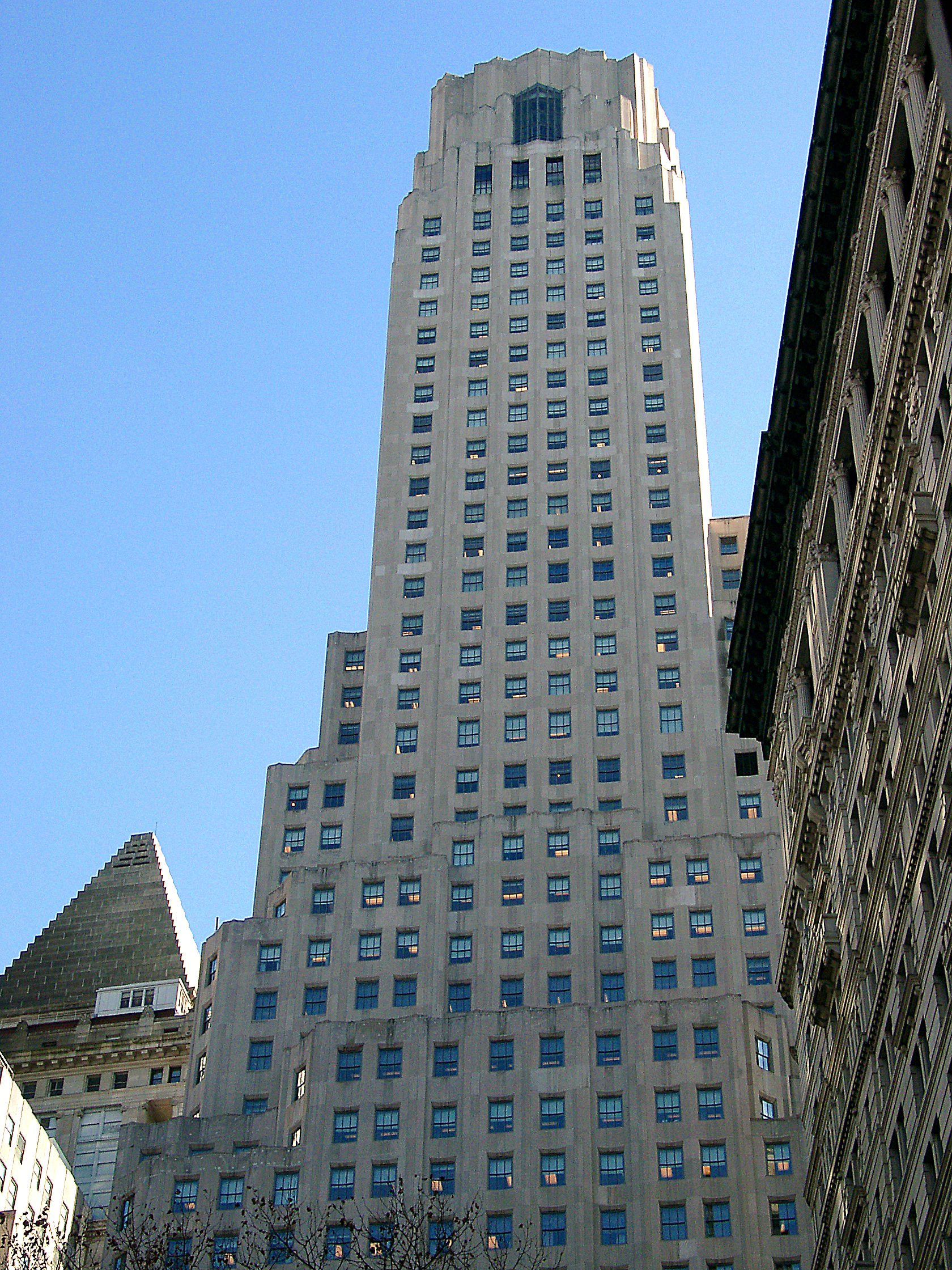
ناطحة سحاب 1 وول ستريت

سجَّلت البورصة خسائر قياسيَّة في عام 1987، وتبِعَ ذلك ركود اقتصاديّ قصير الأمد فقدت المنطقة خلاله 100 ألف وظيفة بحسب ما ذكرته إحدى التقديرات. استطاعت المصارف وشركات الوساطة والسمسرة الانتقال بعيدًا عن المنطقة الماليَّة إلى مواقع أقل تكلفة بعد انخفاض تكاليف الاتصالات. كانت بورصة نيويورك إحدى هذه الشركات التي اعتزمت الانتقال من المنطقة. أبرمت بورصة نيويورك مع المدينة صفقة بقيمة 900 مليون دولار تبقى بموجبها البورصة في مدينة نيويورك دون الانتقال إلى مدينة جيرسي الواقعة على الضفة الثانية من النهر. وصِفَت هذه الصفقة بالأضخم من نوعها في تاريخ المدينة.

### القرن الواحد والعشرين
اُعتبِرت بورصة نيويورك أهم وأكبر بورصة في العالم بأسره بحلول مطلع القرن الحادي والعشرين. أدَّت هجمات الحادي عشر من سبتمبر الإرهابيَّة التي دمَّرت مركز التجارة العالميّ إلى إصابة شبكة الاتصالات في المنطقة بالشلل، فضلًا عن تدميرها لعدَّة مباني في المنطقة الماليَّة. بيدَّ أنَّ المباني الواقعة في شارع وول ستريت لم تتعرَّض لأضرار ماديَّة تُذكر. وضعت أحد التقديرات أنَّ الهجمات أدَّت إلى فقدان وول ستريت لنسبة 45% من أفضل المساحات المكتبيَّة. اعتزمت بورصة نيويورك الافتتاح بعد نحو أسبوع من الهجوم في يوم 17 سبتمبر. افتتح مركز مجموعة روكفلر للأعمال مكاتب إضافيَّة في 48 وول ستريت. عانى قطاع الخدمات الماليَّة بعد الهجمات من تراجع ملحوظ في مكافئات نهاية السنة البالغة قيمتها 6.5 مليار دولار بحسب أحد التقديرات الصادرة عن أحد مكاتب المراقبة التابعة للولاية.

شيَّدت السلطات حواجز خراسانيَّة كإجراء احترازيّ لمنع وقوع تفجيرات بالمركبات في المنطقة، ولجأوا إلى طرق عديدة لجعلها مقبولة الشكل من الناحية الجماليَّة بمرور الوقت. إذ أنفقوا على الأعمدة الطرقيَّة ما تراوح من 5000 إلى 8000 دولار على القطعة الواحدة. منعت هذه الأعمدة الطرقيَّة ذات التصميم الخاص حركة المركبات في أجزاء من وول ستريت وعدَّة طرق أخرى في المنطقة. يكتب بلير كامين في صحيفة شيكاغو تريبيون عام 2006:
وصف مراسل صحيفة الغارديان أندرو كلارك الفترة من عام 2006 حتى عام 2010 بـ«العصيبة» حيث «غرق فيها قلب البلاد بالكآبة» نتيجة ارتفاع معدَّلات البطالة بنسبة نحو 9.6%، وانخفاض متوسط أسعار المنازل من 230 ألف إلى 183 ألف دولار في عام 2006، فضلًا عن ارتفاع قيمة الدَين القوميّ إلى 13.4 ترليون دولار، ولكن عاد الاقتصاد الأمريكي للتعافي رغم هذه النكسات. كتب كلارك في عام 2010 حيال ما أصاب الاقتصاد خلال هذه السنوات:

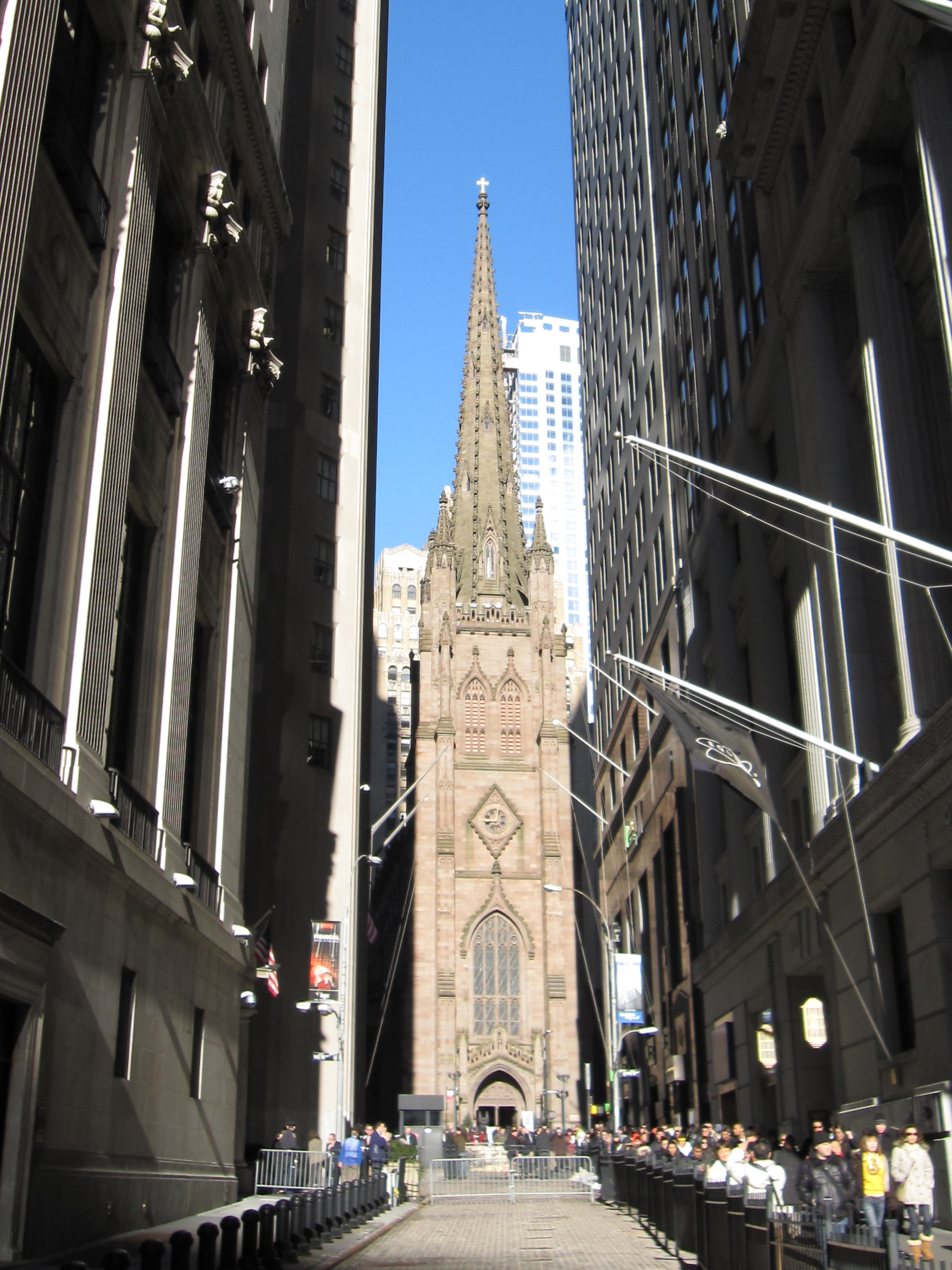
كنيسة الثالوث من جهة الغرب

كانت الأشهر الأولى من عام 2008 فترة صعبة بصورة خاصَّة حتَّى أنَّ رئيس الاحتياطي الفيدراليّ بن برنانكي عمل ليلًا نهارًا خلال عطلات نهاية الأسبوع واتخذ مجموعة من الإجراءات الطارئة لاحتواء الأزمة. عملت هذه الإجراءات على دعم المصارف الأمريكيَّة، ومكَّنت شركات وول ستريت من الاقتراض مباشرةً من الاحتياطي الفيدراليّ من خلال آلية تُدعى نافذة خصم الاحتياطي وهي عبارة عن وسيلة للإقراض تبعًا للتقارير الماليَّة. أثارت هذه الجهود جدلًا كبيرًا في حينها ولكن بدا من وجهة نظر عام 2010 أنَّ جهود الاحتياطي أعطت أُكلها. كانت شركات وول ستريت بحلول عام 2010 من وجهة نظر كلارك قد عادت إلى ما كانت عليه من ذي قبل كمحرِّكات للثروة والازدهار والفائض الماليّ. شبَّه تقرير لمايكل ستولر في نيويورك صن ما يحدث في المنطقة بالبعث الشبيه بالفينيق بعد ازدهار القطاعات السكنيَّة والتجاريَّة وقطاع التجزئة والفنادق لتكون ثالث أكبر منطقة مالية في البلاد. كان القطاع الاستثماريّ في ذلك الوقت يشعر بالقلق إزاء الإصلاحات القانونيَّة المقترحة ومن ضمنها قانون إصلاح وول ستريت وحماية المستهلك الذي تعامل مع أمور مثل النسب المفروضة على البطاقات الائتمانيَّة، وشروط الإقراض. أغلقت بورصة نيويورك اثنين من أماكن التداول في حركة نحو نقل نفسها نحو نظام إلكترونيّ. خرج متظاهرون بدءًا من سبتمبر عام 2011 في احتجاجات بعدما خاب ظنهم من النظام الماليّ حيث احتَّجوا في الحدائق والساحات في المنطقة المحيطة بوول ستريت.
بلغ إجمالي الرسوم المصرفيَّة الاستثماريَّة في وول ستريت نحو 40 مليار دولار في عام 2012. في حين جنى مدراء المصارف الرفيعين الذين يتولَّون إدارة المخاطر ووظائف الالتزام سنويًا ما وصل إلى 324 ألف في مدينة نيويورك في عام 2013.
تعطَّلت وول ستريت عندما غرقت نيويورك، ونيو جيرسي بالهطولات الناتجة عن إعصار ساندي في 29 أكتوبر عام 2012. تسبَّب ارتفاع منسوب المياه الذي وصل إلى رقم قياسيّ تجاوز الأربعة أمتار (14 قدم) إلى حدوث فيضانات كبرى في المنطقة القريبة. ونتيجة لذلك فقد أغلقت بورصة نيويورك أبوابها لأسباب متعلِّقة بسوء الأحول الجويَّة. كان هكذا إغلاق سابقة لم تشهدها البورصة منذ إعصار غلوريا في سبتمبر عام 1985، وهي أول إغلاق بسبب سوء أحول الطقس يستمر ليومين منذ عاصفة عام 1988.

## العمارة

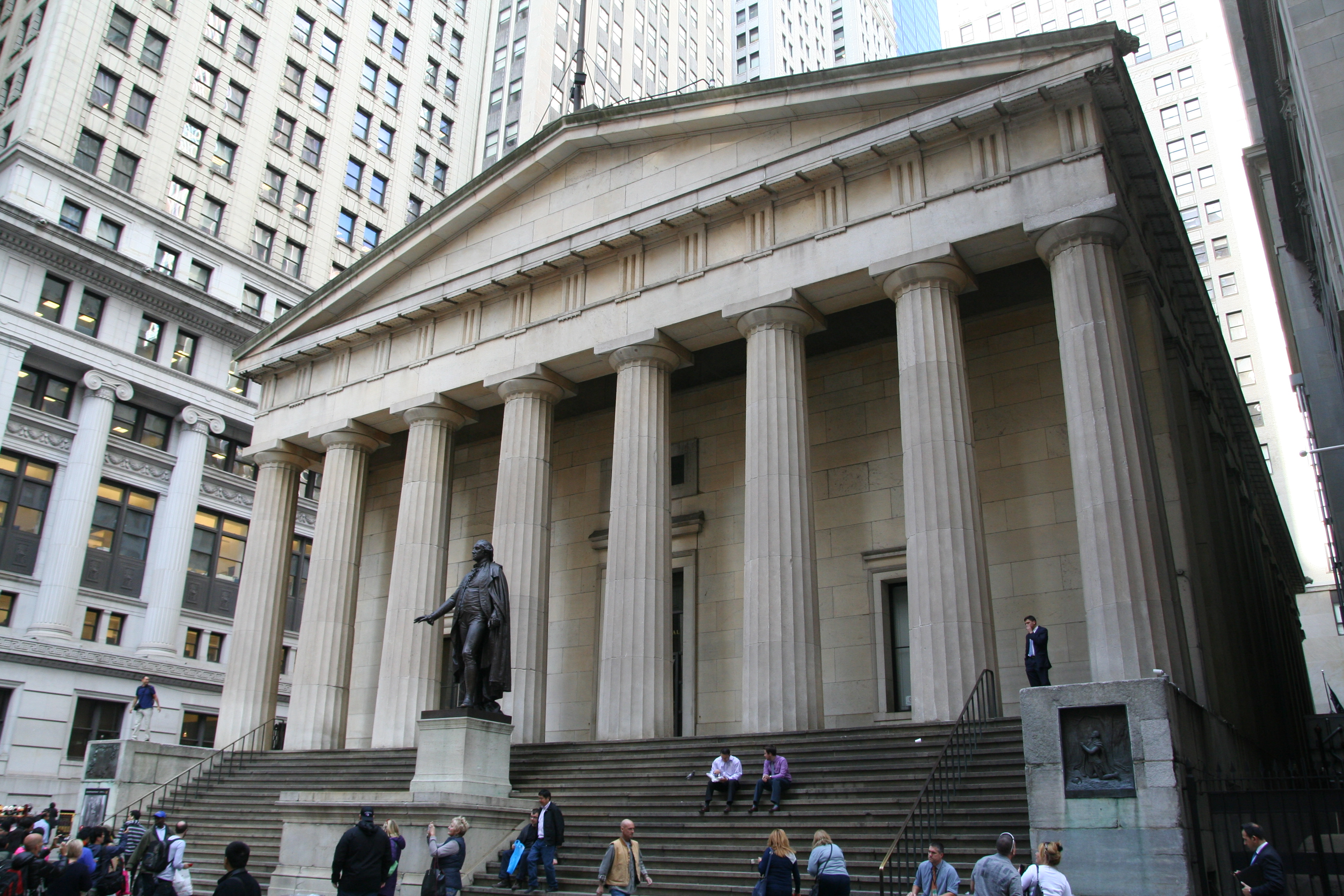
^*النصب التذكاريّ الوطنيّ للقاعة الفيدراليَّة*

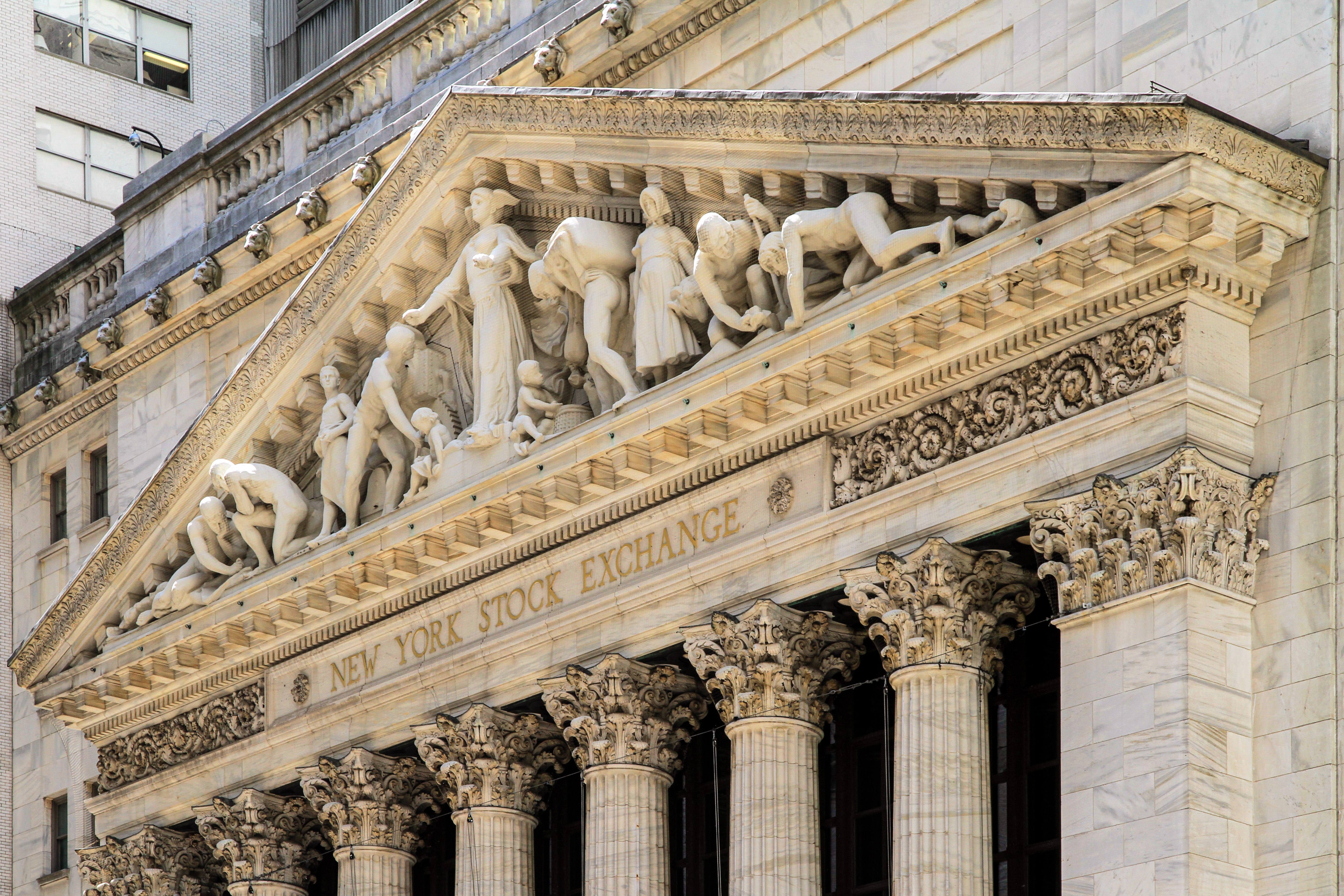
واجهة مبنى بورصة نيويورك

تعود أصول عمارة وول ستريت عمومًا إلى العصر المذهَّب. تتميز ناطحات السحاب الأقدم بواجهاتها المعماريَّة المعقَّدة والتي لم تكن شائعة في عمارة مباني الشركات الضخمة طوال عقود من الزمن. تشتهر المنطقة بالعديد من المعالم التاريخيَّة التي تشهد على تاريخ المنطقة الضارب في القدم كمركز ماليّ عالميّ. فهناك عدد من المباني التي كانت قد شُيِّدت كمقرَّات لمصارف ومنها:
- 1 وول ستريت، وهي ناطحة سحاب مؤلَّفة من خمسين طابقًا يعود تاريخ تشييدها إلى الفترة من عام 1929 حتَّى عام 1931. شهد المبنى تجديدًا وتوسيعًا معماريًّا خلال الفترة من عام 1963 حتَّى عام 1965. كان المبنى في السابق يُعرف باسم مبنى شركة إرفينغ الائتمانيَّة وباسم بناء مصرف نيويورك.[125][126]
- 14 وول ستريت، وهي ناطحة سحاب مؤلَّفة من اثنين وثلاثين طابقًا يعلوها هرم مُدرَّج يرتفع لسبعة طوابق. يعود تاريخ تشييد المبنى إلى الفترة من عام 1910 حتَّى هام 1912، وشهد بعدها وتوسيعًا معماريًّا خلال الفترة من عام 1931 حتَّى عام 1933. كان المبنى بالأصل يعود لشركة المصرفيين الائتمانيَّة.[127][128]
- 23 وول ستريت، وهو مبنى بارتفاع طابق واحد يعود تاريخ بناءه إلى عام 1914. كان الاسم يُشار إليه بدار مورغان حيث كان على مدى عقود مقرَّا للمصرف، وكان يعتبر في السابق من العناوين الهامَّة في عالم المال والأعمال. تعرَّض المبنى لأضرار ماديَّة ما زالت ظاهرة عليه من الخارج نتيجة هجوم وول ستريت عام 1920.[129][130]
- النصب التذكاريّ الوطنيّ للقاعة الفيدراليَّة (26 وول ستريت)، يعود تاريخ تشييده إلى الفترة من عام 1833 حتَّى عام 1842. ضمَّ المبنى في السابق الدار الجمركيَّة الأمريكيَّة، ومن ثمَّ فرع الخزانة.[131][132]
- 40 وول ستريت، ناطحة سحاب مؤلَّفة من أربعين طابق ويعود تاريخ بناءها إلى الفترة من عام 1929 حتَّى عام 1930. كان المبنى بالأصل يدعى مبنى شركة مصرف منهاتن، وأصبح بعدها يحمل اسم مبنى ترامب.[133][134]
- 48 وول ستريت، ناطحة سحاب مؤلَّفة من اثنين وثلاثين طابق ويعود تاريخ بناءها إلى الفترة من عام 1927 حتَّى عام 1929. كان المبنى بالأصل يحمل اسم مبنى مصرف نيويورك والشركة الائتمانيَّة.[135][136]
- 55 وول ستريت، يعود تاريخ العمل عليه إلى الفترة من عام 1836 حتَّى عام 1841 حيث كان يدعى بالأصل ببورصة التجَّار وتألَّف أصلًا من أربعة طوابق. أصبح المبنى يدعى بالدار الجمركيَّة الأمريكيَّة في أواخر القرن التاسع عشر. شهد المبنى توسيعًا معماريًّا خلال الفترة من عام 1907 حتَّى عام 1910 ليصبح يُعرف باسم مبنى مصرف سيتي الوطنيّ المتألِّف من ثمانية طوابق.[132]:17[137]
- 60 وول ستريت، يعود تاريخ بناءها إلى عام 1988.[132]:17 كانت في السابق مقرَّات جاي بي مورغان[138] قبل أن تصبح المقرَّات للأمريكيَّة لدويتشه بانك.[139] يعدّ المبنى آخر مقر لمصرف استثماريّ ظلَّ باقيًا في وول ستريت.

كذلك يعدّ مبنى بورصة نيويورك الواقع في التقاطع مع برود ستريت من أبرز معالم المنطقة الأخرى. تقع بورصة نيويورك في المبنى وهي البورصة الأكبر في العالم من حيث قيمة الرسملة السوقيَّة لشركاتها المدرجة بما يبلغ قيمته 28.5 ترليون دولار اعتبارًا من 30 يونيو عام 2018. أدركت سلطات المدينة أهمية المكان واعتقدت أنَّه أضحى بمثابة «المركز الروحيّ النيوكلاسيكيّ في تقاطع وول ستريت وبرود ستريت» حتَّى أنَّ المدينة عرضت على البورصة في عام 1998 حوافز ضريبيَّة خاصَّة لإقناعها بالبقاء في المنطقة الماليَّة. تسبَّبت هجمات الحادي عشر من سبتمبر بتأخير خطط إعادة البناء. وما زالت البورصة في موقعها الأصليّ. تمثِّل البورصة مركزًا ضخمًا لكمية كبيرة من التكنولوجيا والبيانات. فعلى سبيل المثال يحتاج المبنى إلى 3,500 كيلوواط من الكهرباء حتى يخدم الثلاثة ألاف شخص الذين يعملون هناك، بالإضافة إلى ثمانية ألاف دارة هاتفيَّة لنشاطات التداول، وما طوله مئتين ميل من الألياف الضوئيَّة تحت الأرض.

## الأهمية

### كمركز اقتصادي

#### اقتصاد مدينة نيويورك
كتبَ الأستاذ المختص بالشؤون الماليَّة تشارلز غيست أنَّ البورصة أصبحت «جزءًا لا يتجزأ من اقتصاد نيويورك». كما أنَّ ما تدفعه وول ستريت من رواتب وعلاوات وضرائب يشكِّل جزءًا هامَّا من اقتصاد كل من مدينة نيويورك، والمنطقة الحضرية الثلاثيَّة، والولايات المتَّحدة. اُشتهِرت مدينة نيويورك التي تقع فيها وول ستريت بأنَّها المدينة الأقوى اقتصاديًا في العالم بأسره وبكونها مركزًا ماليًّا رياديًا. ولذلك فإنَّ أي مصيبة اقتصاديَّة تقع في وول ستريت تحمل في طياتها عواقب وآثار موجعة على اقتصاديّ المدينة والمنطقة. فمثلًا أدَّى ما أصاب وول ستريت من أزمة في عام 2008 إلى فقدان ضرائب عما مجموع قيمته ثمانية عشر مليار دولار من الدخل مما أدّى إلى تراجع المال المتاح لشراء الشقق والأثاث والسيَّارات والملابس والخدمات.
تختلف التقديرات حيال رقم ونوعية الوظائف الماليَّة الموجودة في المدينة حيث يُقدِّر أحدها أنَّ شركات وول ستريت كانت توظِّف ما يقرب من مئتيّ ألف شخص في عام 2008. أمَّا تقدير أخر فاعتبر أنَّ قطاع الخدمات الماليَّة شكَّل ما نسبته 22% من عائدات المدينة في عام 2007 حيث ولَّد هذا القطاع وحده نحو 70 مليار دولار. في حين وضع تقدير آخر (يعود لعام 2006) نسبة العاملين في قطاع الخدمات الماليَّة في المدينة من أصل مجموع القوى العاملة فيها عند 9%، وقدَّر أنَّ 31% من قاعدة المدينة الضريبيَّة تأتي منه. أشار تقدير آخر يرجع لعام 2007 نشره معهد منهاتن ووضعه ستيف مالانغا بأنَّ قطاع الأوراق الماليَّة يشكّل 4.7% من مجموع وظائف المدينة، ولكنَّه يشكّل 20.7% من مجموع رواتب المدينة. قدَّر مالانغا عدد وظائف قطاع الأوراق الماليَّة في ذلك العام بنحو 175 ألف (في منطقة وول ستريت ووسط منهاتن) ويبلغ راتب الوظيفة الواحدة منها سنويًا بالمتوسط نحو 350 ألف دولار سنويًا. شهد القطاع نموًا ملحوظًا خلال الفترة من عام 1995 حتَّى عام 2005 بنسبة 6.6% في كل عام وهي نسبة لا يمكن الاستهانة بها. بيدَّ أنَّ المراكز الماليَّة الأخرى كانت تعيش نموًا أسرع من ذلك خلال تلك الفترة. أشار تقدير آخر يعود لعام 2008 إلى أنَّ مجموع الدخل المدفوع في شركات وول ستريت شكَّل ربع كامل الدخل في مدينة نيويورك وما نسبته 10% من عائدات المدينة الضريبيَّة. بلغ عدد وظائف مجال الأوراق الماليَّة نحو 163,400 وظيفة في أغسطس عام 2013 مما يجعله أكبر أقسام قطاع الخدمات الماليَّة في المدينة ومحرِّكًا اقتصاديًا هامًّا حيث مثَّل ما نسبته 5% من وظائف القطاع الخاص في المدينة في عام 2012، ومثَّل 8.5% من عائداتها الضريبيَّة أي ما يعادل 3.8 مليار دولار، وما نسبته 22% من مجموع رواتب جميع العاملين في المدينة وذلك بسبب متوسط الرواتب العاليّ الذي بلغ 360,700 دولار سنويًا.
كانت أكبر سبع شركات في وول ستريت خلال العقد الأول من القرن الحادي والعشرين هي شركات بير ستيرنز، وجاي بي مورغان تشيس، وسيتي غروب، وغولدمان ساكس، ومورغان ستانلي، وميرل لينش، وليمان براذرز. أفلست العديد من هذه الشركات ومن ضمنها شركة ليمان خلال الركود الذي أصاب الاقتصاد في الفترة من عام 2008 حتَّى عام 2010 لتبادر شركات ماليَّة أخرى بشرائها بأسعار بخسة. أعلنت ليمان براذرز إفلاسها في عام 2008. في حين قامت شركة جاي بي مورغان تشيس بالاستحواذ على بير ستيرنز بعدما أجبرتها الحكومة الأمريكيَّة على ذلك. أمَّا شركة ميرل لينش فاضطر بانك أوف أميركا إلى شرائها فيما يشبه الزواج القسريّ. أدَّت هذه الإخفاقات المتتاليَّة إلى تحجيم وول ستريت إلى حدٍ كارثيّ في الوقت الذي يعمل فيه القطاع الماليّ على إعادة هيكلة التغييرات الطارئة عليه جراء الأزمة الماليَّة التي أصابته. كان للأزمة عواقب وخيمة على ميزانية كل من المدينة والولاية على حدٍ سواء وذلك لأن القطاع الماليّ في نيويورك يُشكِّل ما تقترب نسبته من ربع كامل الدخل الذي تنتجه المدينة بالإضافة إلى 10% من عائدات المدينة الضريبيَّة، ونسبة 20% من عائدات الولاية الضريبيَّة. نقلت تقارير صحفيَّة أنَّ عمدة نيويورك مايكل بلومبرغ عرض حوافز ضريبيَّة تجاوزت قيمتها 100 مليون دولار على مدى أربع سنين من أجل إقناع غولدمان ساكس ببناء مبنى بارتفاع ثلاثة وأربعين طابقًا بالقرب من موقع مركز التجارة العالميّ القديم في المنطقة الماليَّة من المدينة. لم تبدو الأمور على ما يرام في عام 2009 حيث أشار تحليل أجرته مجموعة بوسطن الاستشاريَّة إلى فقدان 65 ألف وظيفة بشكل دائم نتيجة الأزمة الماليَّة. ومع ذلك فقد كان هناك بعض بوادر التحسّن فمثلًا بدأت أسعار العقارات في منهاتن بالتعافي بعد ارتفاعها بنسبة 9% سنويًّا بدءًا من عام 2010. كما عادت الشركات لدفع العلاوات لموظَّفيها من جديد حيث تجاوز المتوسط السنويّ للعلاوات 124 ألف دولار في عام 2010.

#### مقارنته مع اقتصاد ميدتان منهاتن
كانت بورصة نيويورك تشترط على وسطاء وسماسرة بيع وشراء الأسهم أن يكون لهم مكاتب في وول ستريت أو المنطقة المحيطة بها حتَّى يتمكن الكتبة من إيصال نسخ ورقيَّة من شهادات الأسهم كل أسبوع. كان هناك بعض الدلائل التي أشرَّت إلى أنَّ منطقة ميدتان منهاتن (وسط منهاتن) ستصبح بؤرة قطاع الخدمات الماليَّة منذ مطلع القرن العشرين في عام 1911. استبدلت الحواسيب المعاملات الورقيَّة نتيجة تسارع تطور التقانة في منتصف ونهاية القرن العشرين مما يعني أنَّ القرب والبعد لم يعودا يشكلان فارقًا كبيرًا في عدد أكبر من الظروف بالنسبة للشركات الآن. وهكذا استنتجت العديد من الشركات الماليَّة أنَّها يمكن الانتقال إلى منطقة ميدتانون منهاتن التي لا تبعد عن وول ستريت سوى أربعة أميال شمالًا، والاستمرار بأعمالها ونشاطاتها على أتم وجه. على سبيل المثال كانت شركة دونالدسون ولوفكن وجنريت السابقة للاستثمار تعتبر من شركات وول ستريت قبل أن تنقل مقرّاتها إلى جادّة بارك في ميدتانون منهاتن. وصف تقرير في صحيفة يو إس توديه هجرة الشركات من وول ستريت كالآتي:
ومع ذلك فقد ظلَّ مبنى بورصة نيويورك من عوامل الجذب الأساسيَّة التي ما زالت وول ستريت تتمتع به. فمثلًا بقيت شركات «الحرس القديم» المرموقة مثل غولدمان ساكس، وميرل لينش (استحوذ عليها بانك أوف أميركا عام 2009) وفيَّةً للمنطقة الماليَّة لدرجة كبيرة، في حين اختارت الشركات الأحدث مثل دويتشه بانك الإبقاء على عدد كبير من مكاتبها في المنطقة. وما زال اللقاء وجهًا لوجه بين الباعة والمشترين من التقاليد الراسخة في تعاملات بورصة نيويورك حيث تسهِّل اجتماع جميع الأطراف المنخرطة في الصفقة من مصرفيين مستثمرين، ومحامين، ومحاسبين.

#### في اقتصاد نيو جيرسي
بدأت شركات وول ستريت خلال ثمانينيات القرن العشرين بالتوسع غربًا نحو نيو جيرسي. وهكذا تجاوز التأثير الاقتصاديّ لوول ستريت حدود مدينة نيويورك. إذ أصبح التوظيف في قطاع الخدمات الماليَّة (تحديدًا الوظائف المكتبيَّة الفرعيَّة) من الأجزاء الحيويَّة والهامَّة في اقتصاد ولاية نيو جيرسي. بلغ مجموع الرواتب التي دفعتها شركات وول ستريت في الولاية خلال عام 2009 نحو 18.5 مليار دولار. وأسهم القطاع بما قيمته 39.4 مليار دولار ونسبته 8.4% من الناتج المحليّ الإجماليّ للولاية في نفس العام.
كانت منطقة مدينة جيرسي هي أكثر مناطق الولاية التي تركَّزت فيها وظائف شركات وول ستريت. أسهمت الوظائف فيما يُعرف بمنطقة وول ستريت الغربيَّة الواقعة ضمن حدود نيوجيرسي بنحو ثلث وظائف القطاع الخاص في الولاية عام 2008. وانقسم القطاع الماليّ في الولاية إلى ثلاثة مجالات كبرى وهي الأوراق الماليَّة (بنسبة تتجاوز 60%)، والخدمات المصرفيَّة (بنسبة 20%)، والتأمين (بنسبة 8%).
كذلك أصبحت نيوجيرسي مركزًا رئيسيًا للبنية التحتيَّة التقنيَّة الهادفة لدعم عمليات شركات وول ستريت حيث أصبح جزء كبير من عمليات تداول الأوراق الماليَّة في الولايات المتَّحدة يجري في نيوجيرسي بسبب وجود مراكز البيانات الخاصَّة بالتداول الإلكترونيّ لسوق الأسهم العاديَّة الأمريكيّ الخاص بجميع البورصات الكبرى في شمال ووسط جيرسي. كما أنَّ كمية كبيرة من عمليات تصديق معاملات الأوراق الماليَّة وتسويتها يجري في الولاية. وهذا يتضمن غالبية القوَّة العاملة لشركة الإيداع الائتمانيَّة وهي المودع الأول للأوراق الماليَّة في البلاد، فضلًا عن شركة صندوق الإيداع والتصديق وهي الشركة الأم للشركة الوطنيَّة لتصديق الأوراق الماليَّة، بالإضافة إلى شركة الدخل الثابت للتصديق، وشركة الأسواق الناشئة للتصديق.
بيدَّ أنَّ ارتباط ولاية نيوجيرسي الوثيق بشركات وول ستريت يحمل في طياته عواقب وخيمة. فمثلًا فقدت الولاية 7.9% من وظائفها خلال الفترة من عام 2007 حتَّى عام 2010 من قطاع الخدمات الماليَّة نتيجة أزمة الرهن العقاريّ.

#### المراكز المالية المتنافسة
كتب المحلل دانيال غروس في صحيفة نيويورك تايمز حول موضوع تنافسية وول ستريت وأهميته كمركز ماليّ:
تعدّ منصَّة باتس للتداول والموجودة في مدينة كانساس من الأمثلة على منصَّات التداول البديلة حيث ظهرت على الساحة فجأة وأصبحت تشكِّل 9 بالمئة من حصَّة السوق في تداولات الأسهم بالولايات المتَّحدة. توجد حواسيب تابعة للشركة في ولاية نيوجيرسي ويمثِّلها مندوبين اثنين فقط في مدينة نيويورك، بينما يعمل بقية الموظَّفين في مركز بمدينة كانساس.

### في المخيلة العامة

#### كرمز مالي
تمثِّل وول ستريت من ناحية مفاهيميّة النفوذ الماليّ والاقتصاديّ. وبالنسبة للأمريكيين فهي ترمز للنخبوية والسلطة نظرًا لتأثير شركاتها على الساسة وأصحاب القرار في واشنطن. لطالما أثار الدور الذي تلعبه وول ستريت جدلًا على مر التاريخ الأمريكيّ بدءًا من فترة العصر المذهَّب في القرن التاسع عشر. أصبحت وول ستريت رمزًا للبلاد ونظامها الاقتصاديّ الذي يعتبر معظم الأمريكيين أنَّ الرأسمالية والابتكار والتجارة لعبت الدور الأساسيّ في نشأته وتطوره.
أصبح مصطلح «وول ستريت» كناية إمَّا على الأسواق الماليَّة في الولايات المتَّحدة بأسرها أو إشارة إلى قطاع الخدمات الماليَّة الأمريكيّ أو المصالح الماليَّة التي تتخذ من مدينة نيويورك مقرًا لها. وأصبحت وول ستريت مرادفًا سلبيًا يستعمل للإشارة إلى طبقة أصحاب المصالح الماليَّة. ألقى الكثيرون باللائمة على قطاع المال في وول ستريت خلال أزمة الرهن العقاريّ في الفترة من عام 2007 حتَّى عام 2010 حيث اعتبروا أن الشركات الماليَّة لعبت دورًا في إشعال فتيل الأزمة، ومع ذلك فقد اعتبر معظم المعلِّقين أنَّ التفاعل الذي حصل بين عدَّة عوامل هو كان سبب الأزمة بالأساس. تدخلت الحكومة الأمريكيَّة خلال الأزمة وأقرَّت برنامج إغاثة الأصول المضطربة الذي أنجدت من خلاله المصارف والشركات الماليَّة من مغبة الإفلاس بمليارات الدولارات من أموال دافعي الضرائب الأمريكيين. واجهت عملية الإنقاذ هذه انتقادات شديدة من قِبل الصحفيين وعامَّة الناس حيث اعتبرها الكثيرين مدفوعة سياسيًا.

انتفد المحلِّل روبرت كوتنر في هافنغتون بوست عملية الإنقاذ لمساعدتها عمالقة شركات وول ستريت مثل سيتي غروب، في حين تجاهلها مصارف التنمية المجتمعيَّة الأصغر مثل مصرف شور بانك. نظر أحد كتَّاب هافنغتون بوست إلى إحصاءات مكتب التحقيقات الفيدراليّ حول السرقة والاحتيال والجريمة واعتبر أنَّ وول ستريت كانت «أكثر منطقة خطرة في أمريكا» إذا ما احتسب المرء عملية الاحتيال التي قام بها بيرني مادوف والتي بلغت قيمتها 50 مليار دولار.

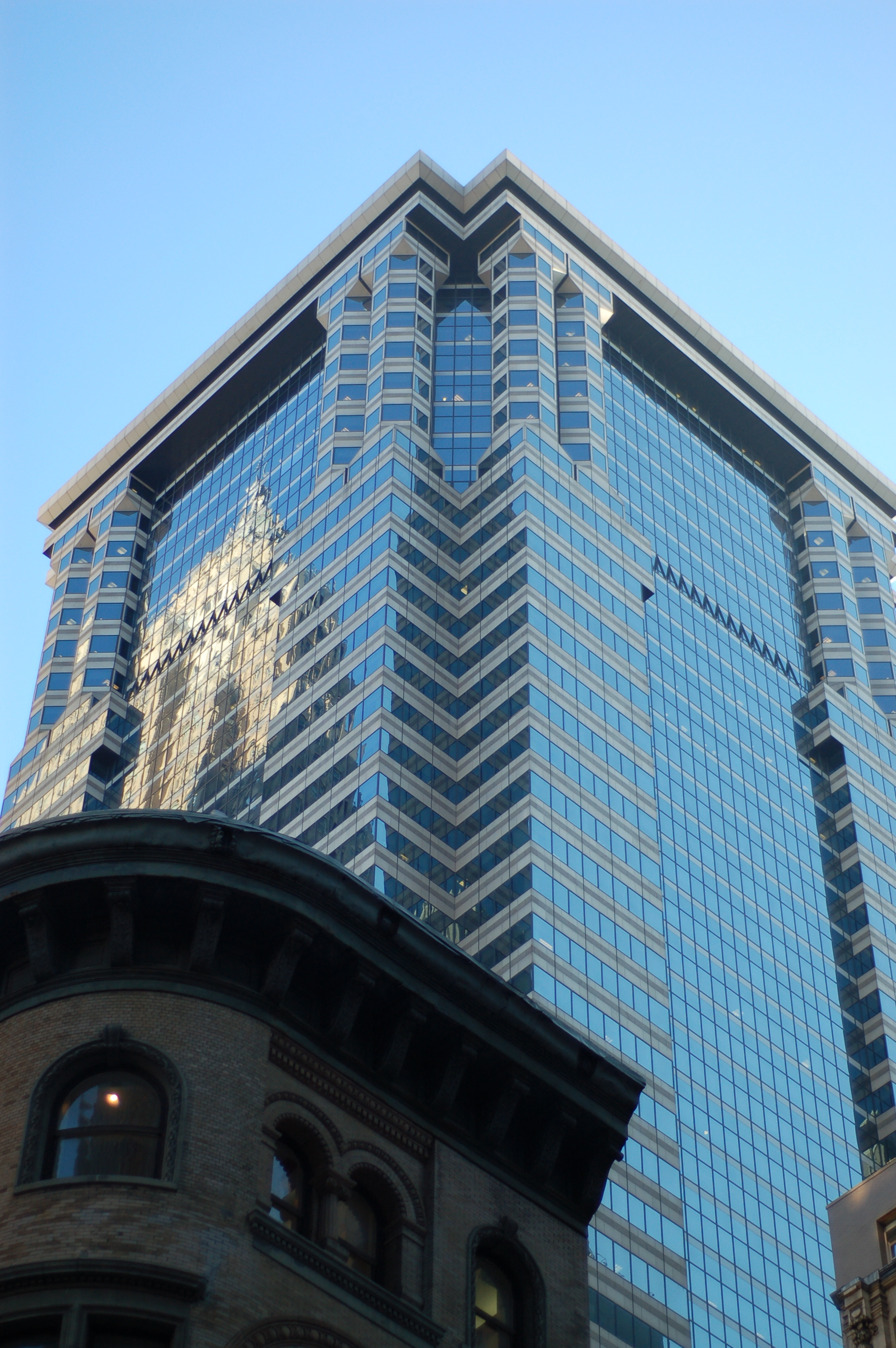
مقرَّات دويتشه بانك في وول ستريت عام 2010

كما وجِّهت أصابع الاتهام لوول ستريت عندما أُدِينت شركات كبرى مثل إنرون، وورلدكوم، وغلوبال كروسينغ بارتكاب الاحتيال، وهذا رغم أنَّ هذه الشركات كانت مقرَّاتها موجودة في عدَّة مدن وليس فقط في وول ستريت. اشتكى العديد من أنَّ تشريع ساربينز أوكسلي أضعف المناخ المشجّع على الأعمال من خلال فرضه للوائح صعبة التنفيذ. غالبًا ما سعت جماعات المصالح مثل تجّار السيَّارات التي أرادت من المشرّعين تحقيق مصالحها إلى ربط مصالحهم مع مين ستريت بدلًا من وول ستريت. بيدَّ أنَّ المحلِّل بيتر أوفربي من الإذاعة العامَّة الوطنيَّة اقترح أنَّ تجّار السيَّارات أنفقوا أكثر من 250 مليار دولار من القروض الاستهلاكيَّة التي على ارتباط حقيقيّ مع وول ستريت.
أفضى قيام وزارة الخزانة الأمريكيَّة بالمبادرة إلى إنقاذ الشركات الماليَّة الضخمة من الإفلاس إلى عواقب سياسيَّة وخيمة. كان الهدف من عملية الإنقاذ الحكوميّ بالأساس هو إيقاف التدهور المتتابع لاقتصاد البلاد. فقد كان أحد أبرز تجليات هذه العواقب هو ما أشارت إليه التقارير الصحفيَّة حول ذهاب الأموال الممنوحة التي كان من المفترض استعمالها للتخفيف من القيود الائتمانيَّة في دفع علاوات للموظفين الشاغلين لمراتب عليا في هذه الشركات. وصف المحلِّل الماليّ ويليام كوهان الأمر بالفضيحة «الفاحشة» أنَّ وول ستريت جنت أرباحًا فلكيَّة وعلاوات في عام 2009 بعدما أنقذتها تريليونات الدولارات من أموال الكادحين من دافعي الضرائب الأمريكيين، وذلك على سابق العلم بجشع ومخاطرة وول ستريت. دعت الصحفية سوازن مكغي في صحيفة واشنطن بوست وول ستريت إلى الاعتذار إلى الأمَّة الأمريكيَّة عن فعلتها القبيحة، وعبَّرت عن غضبها واستهجانها من أنَّ أشخاص من أمثال المدير التنفيذيّ لغولدمان ساكس لويد بلانكفاين لم يعبِّروا عن ندمهم على ما فعلوه رغم مقاضاتهم من قِبل لجنة السندات الماليَّة والبورصة في عام 2009. كتبت مكغي أنَّ «المصرفيين لم يكونوا وحدهم المجرمين في هذا، ولكن إنكارهم السلس للمسؤولية وتعابيرهم الغامضة في أغلب الأحيان لا تحقق ما يكفي حتى تمتص الغضب».

اعتبر المحلّل الرئيسيّ في غولدمان ساكس ريتشارد رامسدن نفسه غير آبه بالانتقادات لأنَّ في نظره «المصارف هي مثل أحجار الدومينو التي تشغل عجلة باقي الاقتصاد». ويرى رامسدن أن أخذ المخاطر هو أمر «حيويّ» حيث قال في عام 2010:
يعتقد لاعبون آخرون في القطاع الماليّ أنَّ عامَّة الناس والسياسيين صبوا عليهم غضبهم بصورة غير عادلة. فمثلًا نقلت تقارير إعلاميَّة عن قيام أنتوني سكاراموتشي بإخبار الرئيس باراك أوباما في عام 2010 بأنَّه شعرَ كأنه كان كيس حلوى انقضّ عليه «السياسيين العدائيَّة» على حد ادِّعائه. ألقت الآثام الماليَّة التي ارتكبتها شخصيات عديدة عبر التاريخ الأمريكيّ بظلالها في بعض الأحيان على قطاع الاستثمار الماليّ بأكمله. ومن الأمثلة عن هؤلاء الشخصيات كل من ويليام دوير، وجيم فيسك، وجاي غولد (يعتقد المؤرِّخون أنَّ آخر اثنين شاركا في جهود رمت إلى إحداث انهيار في سوق الذهب الأمريكيّ عام 1869)، فضلًا عن شخصيات معاصرة من أمثال المحتال بيرنارد مادوف الذي استطاع النصب على المستثمرين بما قيمته مليارات الدولارات.

كما ظلت صور وول ستريت وشخصياتها تلوح في الأفق. كان من شأن فيلم «وول ستريت» للمخرج أوليفر ستون في عام 1987 جعل شخصية غوردن غيكو أيقونة في ذاكرة الجماهير الشعبيَّة حول وول ستريت. اشتهرت هذه الشخصية بعبارتها «الجشع أمر جيد» التي أصبحت تحمل مدلولات ثقافيَّة واضحة. تناقلت عدد من المصادر عن استيحاء شخصية غيكو عن قصص حقيقية لأشخاص ناجحين في وول ستريت ومن ضمنهم غازي الشركات كارل إيكاهن، وتاجر الأسهم ذو السمعة الرديئة إيفان بويسكي، والمستثمر مايكل أوفيتز. في عام 2009، علَّق المخرج ستون حول التأثير الثقافيّ الكبير وغير المتوقع الذي أحدثه الفيلم على ألاف الشباب والشابات الذين بدل من أن يبتعدوا عن جشع الشركات، اختاروا المضي في العمل بوول ستريت لبلوغ النجاح الهائل بعد أن وجدوا إلهامهم في الفيلم. ولعل أحد أشهر عبارات الفيلم هناك العبارة الآتية: «أنا أتحدث عن السيولة هنا. أن تكون غنيًا كفاية حتى تملك طائرة نفّاثة خاصَّة بك. وغني كفايةً لدرجة لا يمكنكَ إضاعة وقتك سدىً. خمسين مئة مليون دولار يا صديقي العزيز. كُن لاعبًا.»

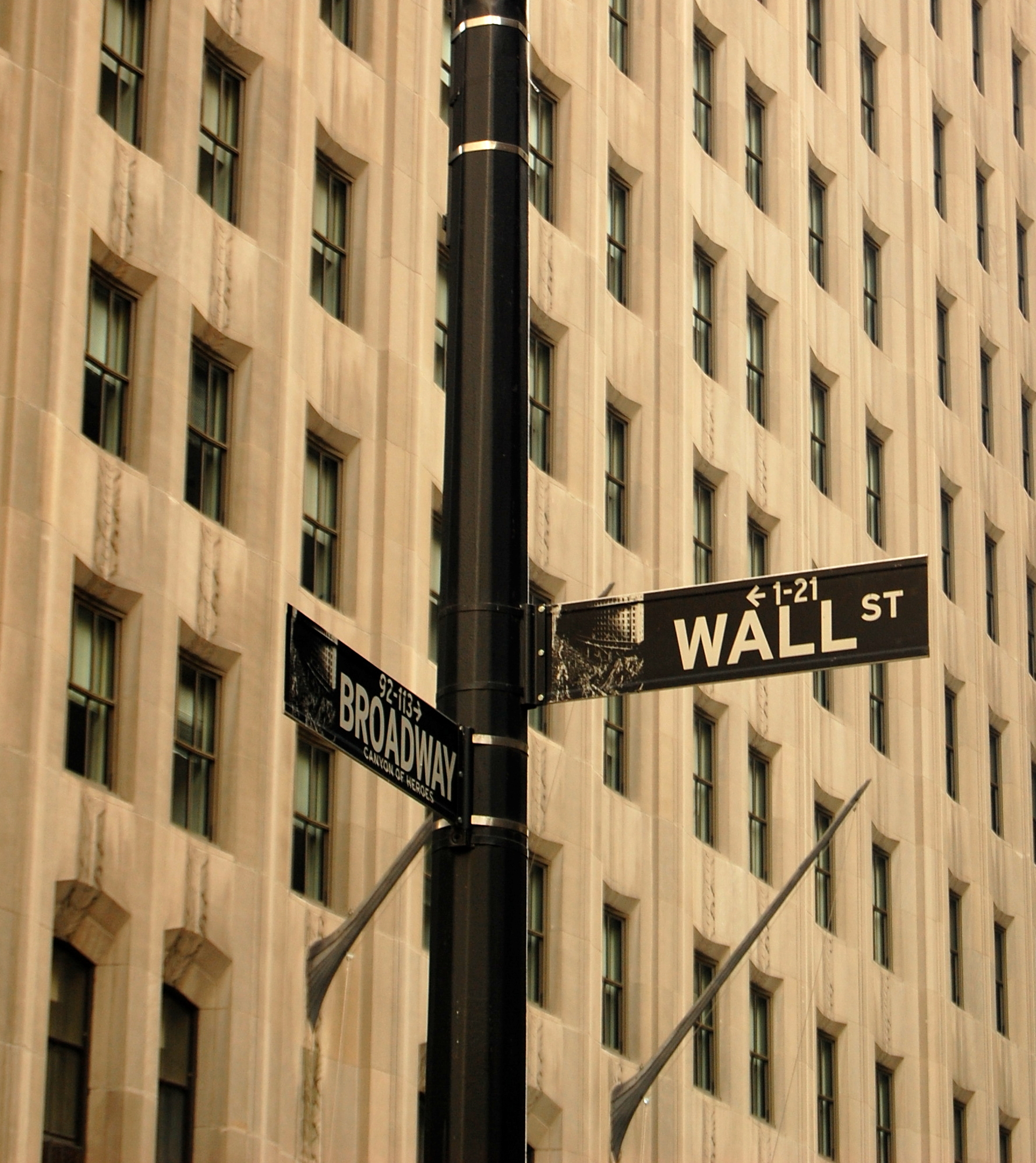
لافتة طرقيَّة تشير إلى وول ستريت في التقاطع مع برودواي قبالة بناء 1 وول ستريت

ورغم كل ذلك فقد شاركت وول ستريت في العديد من المشاريع والمبادرات الإنسانيَّة المختلفة مثل مبادرة موطن من أجل الإنسانيَّة، وتبرعت بالغذاء للمحتاجين والمتضورين جوعًا في دولة هايتي المعدومة. وجمعوا التبرعات لبناء مراكز طبيَّة في السودان، ونفَّذوا مبادرات لمساعدة المتضررين في الفيضانات التي أصابت بنغلاديش وغير ذلك الكثير.

#### التأثير الثقافي
- قصَّة «بارتلبي النساخ» الكلاسيكيَّة للكاتب هيرمان ميلفيل (نُشرت للمرة الأولى في عام 1853 وأعيد نشرها في نسخة منقَّحة في عام 1856) تحمل العنوان الفرعيّ «قصَّة من وول ستريت»، وتتناول القوى المُهمِّشة التي تمارس نفوذها في وول ستريت.[182]
- تقع العديد من أحداث رواية «نيران الغرور» (1987) للكاتب توم وولف في وول ستريت وتتناول الثقافة السائدة فيها.[183]
- نقلَ فيلم «وول ستريت» (1987) والجزء اللاحق «وول ستريت: المال لا ينام أبدًا» (2010) العديد من الصور والمفاهيم المنتشرة حول وول ستريت كمركز لإجراء الصفقات المشبوهة الضخمة بين الشركات والتداول بين أولي الخبرة والفاطنين بنزعات سوق الأسهم.[184]
- في عالم سلسلة «ستار تريك» يُذكر أن شخصية فيرنغي تذهب للتعبُّد في زيارت حج مقدَّسة منتظمة لوول ستريت التي يؤمن أنَّها مركز مقدّس للتجارة والأعمال.[185]
- في 26 يناير عام 2000، صوَّرت فرقة الروك «ريج أغنست ذا ماشين» فيديو موسيقيّ لأغنية «سليب ناو إن ذا فاير» في وول ستريت من إخراج صانع الأفلام مايكل مور.[186] أغلقت بورصة نيويورك في وقت مبكر خلال ذلك اليوم في الساعة 2:52 مساءً.[187]
- تقوم شخصية بين في فيلم «نهوض فارس الظلام» (2012) بمهاجمة بورصة غوثام. صوِّرت مشاهد من الفيلم داخل مبنى بورصة نيويورك وما حولها مع ظهور مبنى جاي بي مورغان تشيس.[188]
- يدور فيلم الكوميديا السوداء «ذئب وول ستريت» (2013) من بطولة ليوناردو ديكابريو حول شخصية جوردان بيلفورت وهو سمسار أسهم في عنفوان شبابه يصل إلى رأس شركة ستراتون أوكمونت وهي شركة من بلدة ليك سكسيس بولاية نيويورك. قامت الشركة بعمليات فساد واحتيال بالأوراق الماليَّة في وول ستريت خلال الفترة من عام 1987 حتَّى عام 1998.[189]

#### شخصيات ارتبطت بوول ستريت

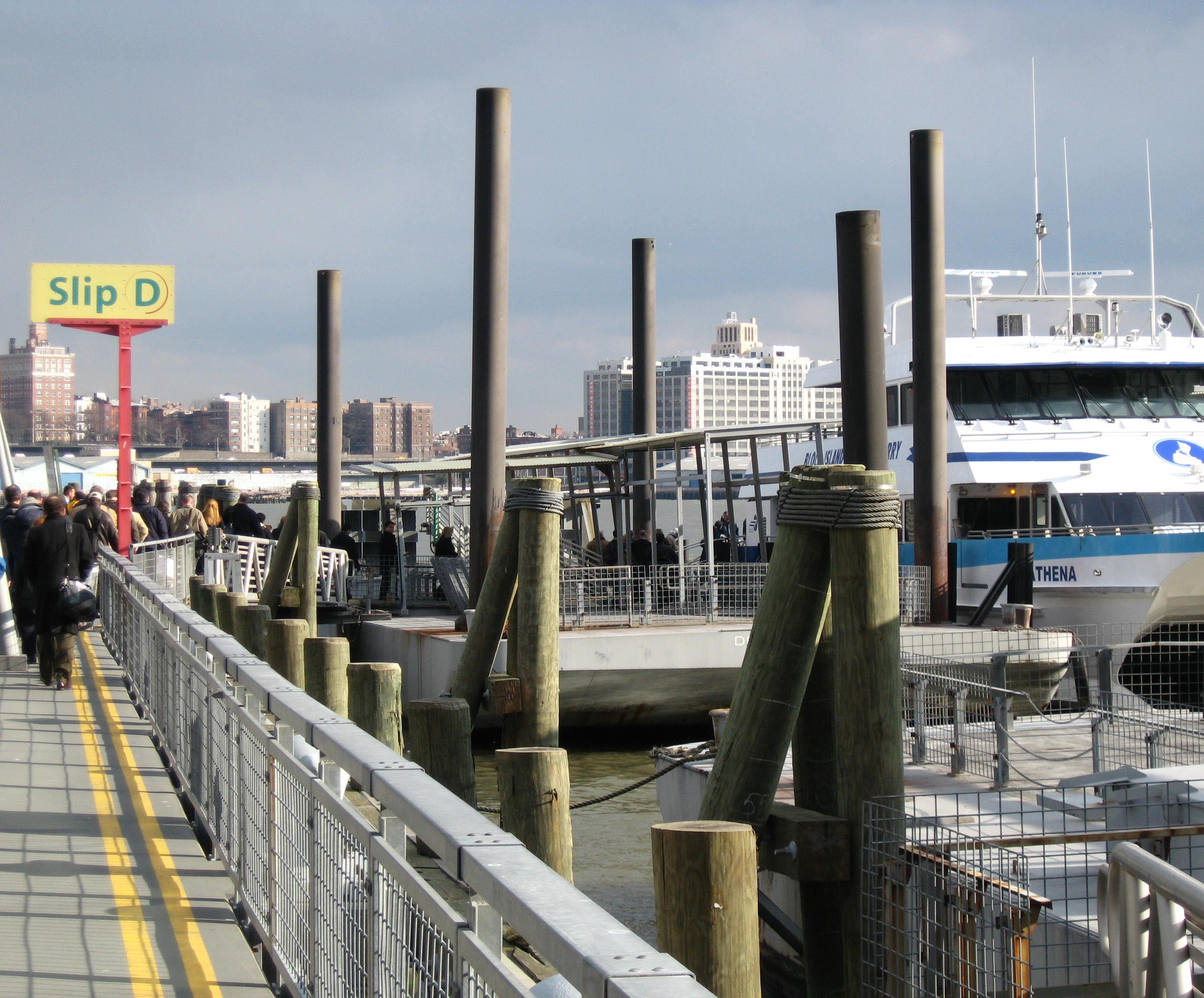
الرصيف 11

أُشتهِرَ الكثير من الأشخاص المرتبطين بوول ستريت، ولكن في معظم الحالات اقتصرت سمعتهم الشهيرة على أصحاب المهنة أنفسهم من سماسرة ووسطاء بيع وشراء الأسهم والعاملين في المصارف، في حين حظي بعضهم الأخر بشهرة محليَّة وعالميَّة. جاءت شهرة بعضهم من أمثال مدير صندوق التحوط راي داليو نتيجة استراتيجياتهم الاستثماريَّة المتقنة، وسعة نشاطاتهم الماليَّة، والقانونيَّة، والتبليغيَّة. في حين اُشتهِر بعضهم الآخر من أمثال إيفان بويسكي، ومايكل ملكن، وبيرني مادوف على فضائحهم وفشلهم المشين.

## النقل
تعمل شبكة واسعة ومتكاملة من وسائل النقل على خدمة المنطقة نظرًا لكونها أحد وجهات المدينة الأكثر حيويَّة من الناحية التاريخيَّة. يعج الرصيف 11 الواقع بالقرب من الطرف الشرقيّ لوول ستريت بالعبَّارات التابعة لشركة نيويورك للمرات المائيَّة، وشركة عبَّارات مدينة نيويورك، وشركة تكاسي نيويورك المائيَّة، وشركة سي ستريك. كما يمكن الوصول إلى وول ستريت من خلال ميناء هيليبورت في منطقة داونتاون منهاتن.
كما توجد عدَّة محطات مترو تحت الأرض في المنطقة:
- محطَّة وول ستريت في ويليام ستريت (القطارين الثاني والثالث).[بحاجة لمصدر]
- محطَّة وول ستريت في برودواي (القطارين الرابع والخامس).[192]
- محطَّة برود ستريت في برود ستريت حيث يوجد مدخل لها من وول ستريت (القطارين جاي وزي).

## قراءات أخرى
- Atwood, Albert W. and Erickson, Erling A. "Morgan, John Pierpont, (April 17, 1837 – March 31, 1913)," in Dictionary of American Biography, Volume 7 (1934)
- Caplan, Sheri J. Petticoats and Pinstripes: Portraits of Women in Wall Street's History. Praeger, 2013. (ردمك 978-1-4408-0265-2)
- Carosso, Vincent P. The Morgans: Private International Bankers, 1854–1913. Harvard University Press, 1987. 888 pp. (ردمك 978-0-674-58729-8)
- Carosso, Vincent P. Investment Banking in America: A History Harvard University Press (1970)
- Chernow, Ron. The House of Morgan: An American Banking Dynasty and the Rise of Modern Finance, (2001) (ردمك 0-8021-3829-2)
- Fraser, Steve. Every Man a Speculator: A History of Wall Street in American Life HarperCollins (2005)
- Geisst, Charles R. Wall Street: A History from Its Beginnings to the Fall of Enron. Oxford University Press, 2004. online edition نسخة محفوظة 1 يوليو 2012 على موقع واي باك مشين.
- Jaffe, Stephen H. & Lautin, Jessica. Capital of Capital: Money, Banking, and Power in New York City, 1784–2012 (2014)
- Moody, John. The Masters of Capital: A Chronicle of Wall Street Yale University Press, (1921) online edition
- Morris, Charles R. The Tycoons: How Andrew Carnegie, John D. Rockefeller, Jay Gould, and J. P. Morgan Invented the American Supereconomy (2005) (ردمك 978-0-8050-8134-3)
- Perkins, Edwin J. Wall Street to Main Street: Charles Merrill and Middle-class Investors (1999)
- Sobel, Robert. The Big Board: A History of the New York Stock Market (1962)
- Sobel, Robert. The Great Bull Market: Wall Street in the 1920s (1968)
- Sobel, Robert. Inside Wall Street: Continuity & Change in the Financial District (1977)
- Strouse, Jean. Morgan: American Financier. Random House, 1999. 796 pp. (ردمك 978-0-679-46275-0)
- Finkelman, Paul. Encyclopedia of African American History 1896 to the present. Oxford University Press Inc, (2009)
- Kindleberger, Charles. The world in Depression 1929–1939. Berkeley and Los Angeles: University of California Press, (1973)
- Gordon, John Steele. The Great Game: The Emergence of Wall Street as a World Power: 1653–2000. Scribner, (1999)